# Elecciones generales de Italia de 2018
Las elecciones generales de Italia de 2018 se celebraron el 4 de marzo de 2018, después de que el Parlamento fuese disuelto por el presidente Sergio Mattarella el 28 de diciembre de 2017.
Los votantes eligieron a los 630 miembros de la Cámara de Diputados y a los 315 miembros electivos del Senado de la República para conformar una nueva legislatura de la República de Italia, la decimoctava desde su establecimiento en 1948. La elección se llevó a cabo al mismo tiempo que las elecciones regionales de Lombardía y las elecciones regionales de Lacio.
La coalición de centroderecha, en la cual la Liga encabezada por Matteo Salvini emergió como la principal fuerza política, ganó por mayoría simple en la Cámara de Diputados y en el Senado, mientras que el Movimiento 5 Estrellas liderado por Luigi Di Maio se convirtió en el partido más votado, y la coalición de centroizquierda, encabezada por el ex primer ministro Matteo Renzi, se ubicó en tercer lugar. Ninguna agrupación ni partido político ganó por mayoría absoluta, resultando en un parlamento colgado.
Después de tres meses de negociaciones, se formó una coalición de gobierno entre el Movimiento 5 Estrellas y la Liga, cuyos respectivos líderes asumieron, ambos, el cargo de vice primer ministro de un gobierno liderado por el independiente Giuseppe Conte, ligado al Movimiento 5 Estrellas, como primer ministro. Esta coalición terminó con la renuncia de Conte el 20 de agosto de 2019 después de que la Liga retirara su apoyo al gobierno. Se formó una nueva coalición con el centroizquierdista Partido Democrático, y Conte prestó juramento para un segundo mandato como primer ministro el 5 de septiembre de 2019.

## Antecedentes
En las elecciones generales de 2013 ninguna de las tres alianzas principales – la centroderecha liderada por Silvio Berlusconi, la centroizquierda liderada por Pier Luigi Bersani y el Movimiento 5 Estrellas (M5S) liderado por Beppe Grillo – ganó una mayoría absoluta en el Parlamento. Después de un intento fallido de formar un gobierno por Bersani, entonces secretario del Partido Democrático (PD), y la reelección de Giorgio Napolitano como presidente, Enrico Letta, subsecretario del PD, recibió la tarea de formar una gran coalición de gobierno. El gabinete de Letta consistía en el PD, El Pueblo de la Libertad (PdL) de Berlusconi, Elección Cívica (SC), la Unión de Centro (UdC) y otros.
El 16 de noviembre de 2013, Berlusconi lanzó un nuevo partido, Forza Italia (FI), nombrado después del difunto partido Forza Italia (1994-2009). Además, Berlusconi anunció que FI se opondría al Gobierno de Letta, causando la división de PdL/FI de un gran grupo de diputados y senadores liderados por el ministro del Interior Angelino Alfano, quien lanzó el partido alternativo Nueva Centroderecha (NCD) y se mantuvo leal al Gobierno.
Tras la elección de Matteo Renzi como secretario de PD en diciembre de 2013, hubo tensiones persistentes que culminaron en la renuncia de Letta como primer ministro en febrero de 2014. Posteriormente, Renzi formó un gobierno basado en la misma coalición (incluido el NCD), pero de una manera nueva. El nuevo primer ministro tenía un fuerte mandato de su partido y se vio reforzado por la fuerte actuación del PD en las elecciones al Parlamento Europeo de 2014 y la elección de Sergio Mattarella, un compañero demócrata, como presidente en 2015. Mientras estaba en el poder, Renzi implementó varias reformas, incluida una nueva ley electoral (que luego sería declarada parcialmente inconstitucional por el Tribunal Constitucional), una relajación de las leyes laborales y de empleo (conocida como Jobs Act) con la intención de impulsar el crecimiento económico, una reforma profunda de la administración pública, la simplificación del juicio civil, el reconocimiento de las uniones entre personas del mismo sexo y la abolición de varios impuestos menores.
Como resultado de las guerras civiles de Libia y Siria, un problema importante que enfrentó Renzi fue el alto nivel de inmigración ilegal en Italia. Durante su mandato, hubo un aumento en el número de inmigrantes rescatados en el mar que fueron llevados a puertos del sur de Italia, provocando críticas del M5S, FI y la Liga, y causando una pérdida de popularidad para Renzi. Sin embargo, en 2016, las encuestas de opinión registraron la fortaleza del PD, así como el crecimiento del M5S, la LN y Hermanos de Italia (FdI), el declive de FI, La desaparición virtual de SC y el reemplazo de Izquierda, Ecología y Libertad (SEL) con la Izquierda Italiana (SI).

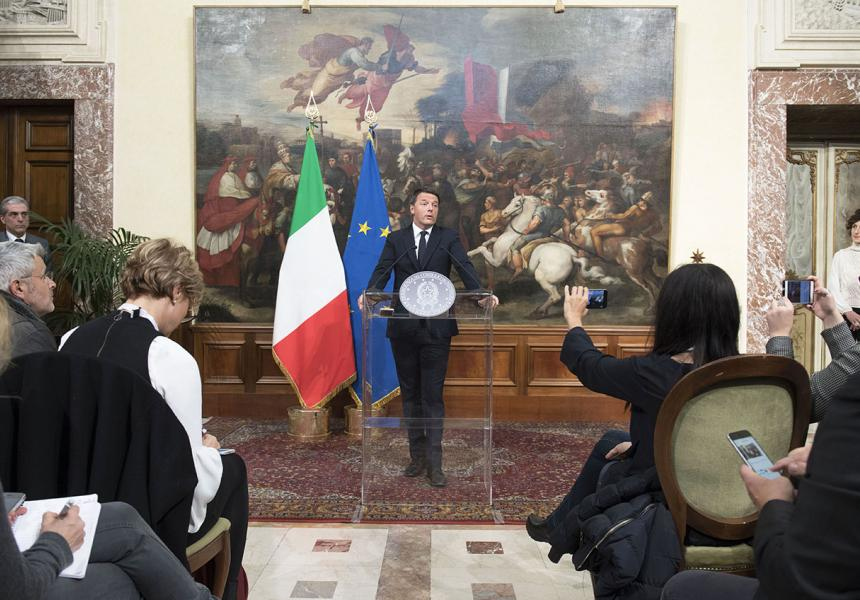
Matteo Renzi anuncia su renuncia después de los resultados del referéndum.

En diciembre de 2016, una reforma constitucional propuesta por el Gobierno de Renzi y debidamente aprobada por el Parlamento fue rechazada en un referéndum constitucional (59 % a 41 %). Conforme a la reforma, el Senado se habría integrado por 100 miembros: 95 representantes regionales y 5 personas designadas por el presidente. Tras la derrota, Renzi renunció como primer ministro y fue reemplazado por su ministro de Asuntos Exteriores Paolo Gentiloni, otro demócrata.
A principios de 2017, en oposición a las políticas de Renzi, algunos demócratas de izquierda dirigidos por Bersani, Massimo D'Alema y Roberto Speranza lanzaron, junto con escindidos de SI, el Movimiento Demócrata y Progresista (MDP). Contextualmente, el NCD se transformó en Alternativa Popular (AP). En abril, Renzi fue reelegido secretario del PD y, por lo tanto, candidato del partido para ser primer ministro, derrotando al ministro de Justicia Andrea Orlando y al gobernador de Apulia Michele Emiliano.
En mayo de 2017, Matteo Salvini fue reelegido secretario federal de la LN y lanzó su propia candidatura. 
Bajo Salvini, el partido había enfatizado el Euroescepticismo, la oposición a la inmigración y otras políticas populistas. De hecho, el objetivo de Salvini fue relanzar la LN como un partido «nacional» o, incluso, «nacionalista italiano», marchitando cualquier noción de separatismo del norte. Este enfoque se hizo particularmente evidente en diciembre cuando LN presentó su nuevo logotipo electoral, sin la palabra "Nord".
En septiembre de 2017, Luigi Di Maio fue seleccionado como candidato para ser primer ministro y «jefe político» del M5S, reemplazando a Grillo. Sin embargo, incluso en los meses siguientes, el comediante populista fue acusado por los críticos de continuar desempeñando su papel como líder de facto del partido, mientras que Davide Casaleggio, hijo de Gianroberto, un estratega web que fundó el M5S junto con Grillo en 2009 y falleció en 2016, asumió un papel cada vez más importante, aunque no oficial. En enero de 2018, Grillo separó su propio blog del movimiento; su blog fue utilizado en los años anteriores como un periódico en línea del M5S y la principal herramienta de propaganda. Este evento fue visto por muchos como la prueba de que Grillo estaba dejando poco a poco la política.
El otoño registró algunos desarrollos importantes a la izquierda del espectro político: en noviembre Forza Europa, los Radicales Italianos y liberales individuales lanzaron una lista conjunta llamada Más Europa (+E), liderada por la líder radical de larga data Emma Bonino; en diciembre el MDP, SI y Posible lanzaron una lista conjunta llamada Libres e Iguales (LeU) bajo el liderazgo de Pietro Grasso, presidente del Senado y antiguo fiscal antimafia; el Partido Socialista Italiano, la Federación de los Verdes, Área Cívica y Área Progresista formaron una lista llamada Juntos (I) en apoyo al PD; el Partido de la Refundación Comunista, el Partido Comunista Italiano, centros sociales, partidos menores, comités locales, asociaciones y grupos lanzaron una lista conjunta de extrema izquierda llamada Poder al Pueblo (PaP), bajo el liderazgo de Viola Carofalo.
A fines de diciembre, el centrista post-NCD Alternativa Popular (AP), que había sido un socio clave de la coalición para el PD, se dividió entre los que querían regresar al centroderecha y los que apoyaban la coalición de Renzi. Dos grupos de escindidos de AP (uno liderado por Maurizio Lupi y otro liderado por Enrico Costa) formaron junto con Dirección Italia, Elección Cívica, ¡Hacer!, Cantiere Popolare y el Movimiento por las Autonomías, una lista conjunta dentro de centro-derecha, llamada Nosotros con Italia (NcI). La lista posteriormente sumó a la Unión de Centro, la Unión de Demócratas por Europa y partidos menores. Los miembros restantes de AP, Italia de los Valores, los Centristas por Europa, Democracia Solidaria y grupos minoritarios unieron fuerzas en la pro-PD Lista Cívica Popular liderada por la ministra de Salud Beatrice Lorenzin.
El 28 de diciembre de 2017, el presidente Sergio Mattarella disolvió el Parlamento y se convocaron unas nuevas elecciones generales para el 4 de marzo de 2018.
El 21 de febrero de 2018, Marco Minniti, el ministro del Interior italiano, advirtió que "existe el riesgo de que las mafias de Italia" condicionen "las elecciones generales del 4 de marzo en algunas áreas". Predominantemente, la mafia siciliana ha estado recientemente activa en la intervención de las elecciones italianas, las organizaciones Camorra y 'Ndrangheta también se han interesado.
A fines de febrero, Berlusconi indicó que el presidente del Parlamento Europeo, Antonio Tajani, será su candidato para ser primer ministro si la centroderecha ganó las elecciones generales en marzo y si Forza Italia recibió al menos la pluralidad de los votos dentro de la coalición, condición que no ocurrió, lo que resultó en una victoria del partido dirigido por Matteo Salvini, la Liga.

## Campaña
La primera fase de la campaña electoral estuvo marcada por la declaración del Presidente Mattarella a las partes para la presentación de propuestas "realistas y concretas" durante el tradicional mensaje de fin de año, en el que también expresó el deseo de una alta participación en la votación.

### Programas electorales

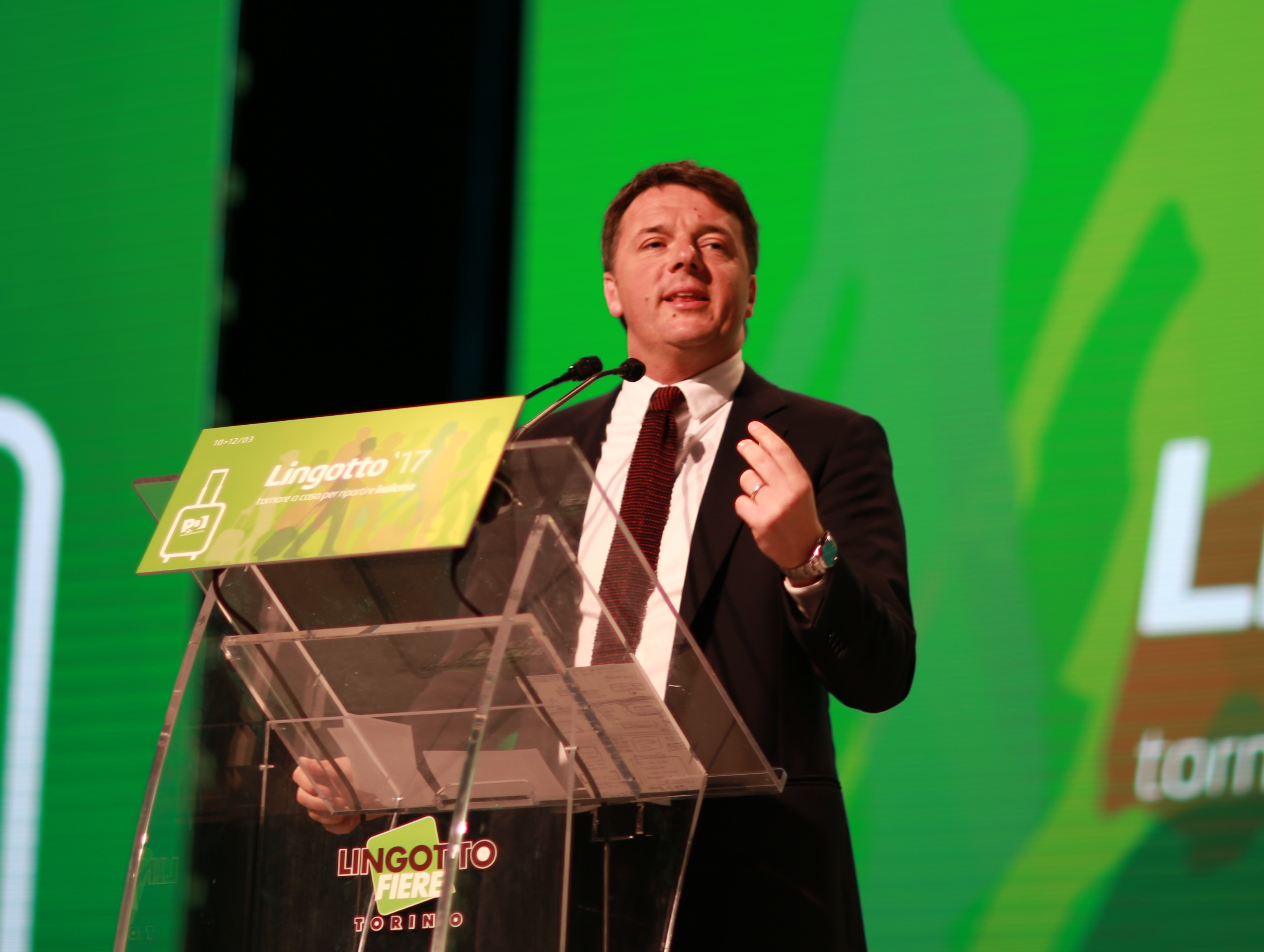
Renzi habla en la convención de Lingotto

El programa electoral del Partido Democrático incluyó, entre los puntos principales, la introducción de un salario mínimo por hora de €10, una medida que afectaría al 15% de los trabajadores, es decir, aquellos trabajadores que no se adhieren a los convenios colectivos nacionales; un corte de la porción contributiva para contratos permanentes; un subsidio de reubicación para los desempleados; una asignación mensual de €80 para padres por cada hijo menor de edad; y la reducción progresiva de las tasas IRPEF e IRES, respectivamente, el impuesto sobre la renta y el impuesto sobre sociedades. En lo que respecta a inmigración, que había sido un problema importante en Italia en los años anteriores, el PD abogó por una reducción de los flujos migratorios a través de acuerdos bilaterales con los países de origen y simulaba el fin de la financiación de la UE para países como Hungría y Polonia que se han negado a aceptar a cualquiera de los 600 000 inmigrantes que han llegado a Italia a través del Mediterráneo en los últimos cuatro años. Entre los aliados del PD, la Lista Cívica Popular propuso guarderías gratuitas, una exención de impuestos para el bienestar corporativo y otras medidas relacionadas con la salud pública, incluyendo el contraste a la larga lista de espera en hospitales, la abolición de los llamados "supertickets", y una extensión de la atención domiciliaria para los ancianos. +E abogó por el relanzamiento del proceso de integración europea y federalización, hacia la formación de los Estados Unidos de Europa. Este enfoque, con respecto al proceso europeo de integración, también fue fuertemente respaldado por el PD. Más Europa también defendió firmemente la integración social de los migrantes, oponiéndose en silencio a las políticas del PD implementadas por el ministro del Interior Marco Minniti.

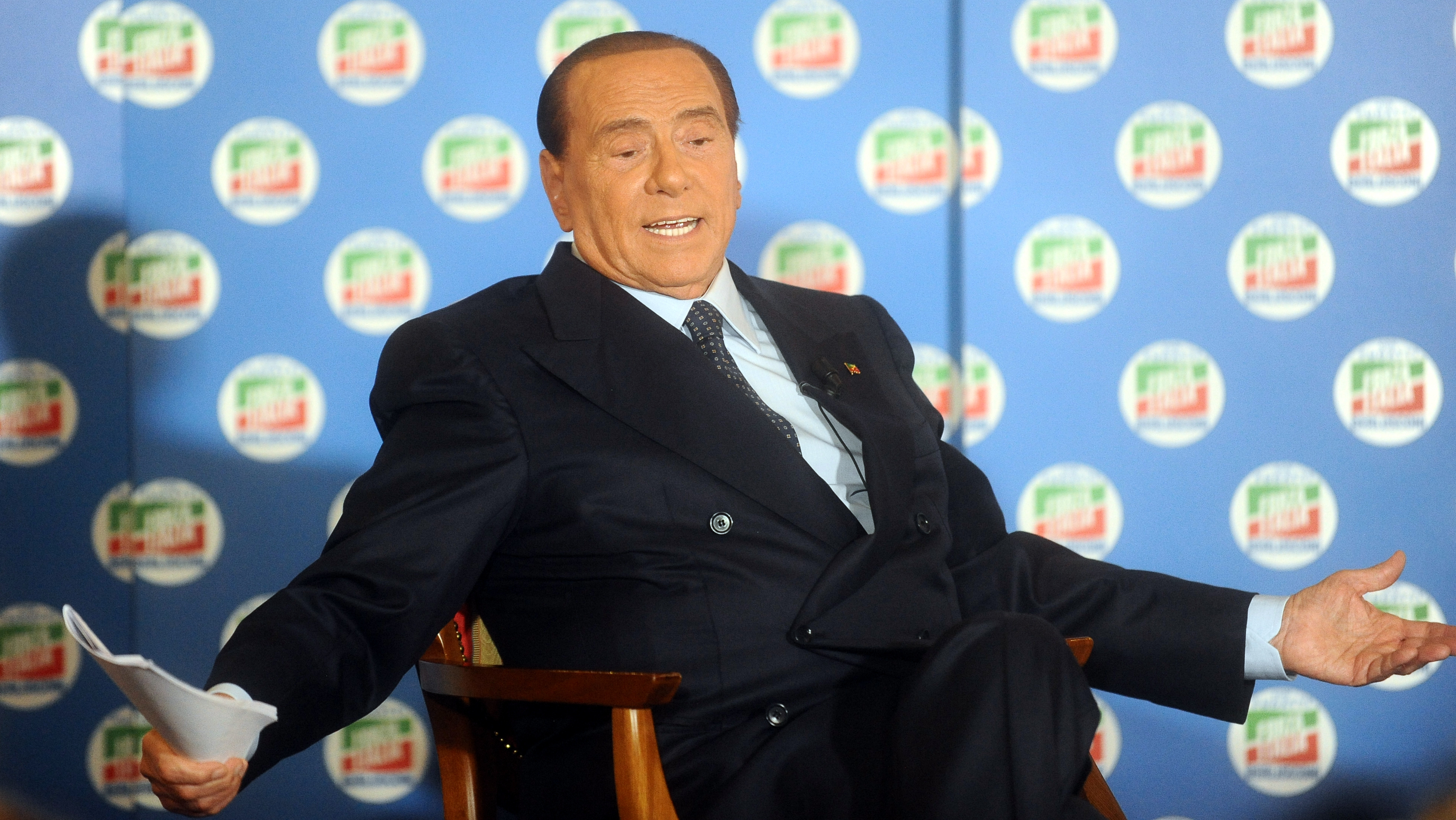
Berlusconi en Trento durante la campaña electoral, 2018

La principal propuesta de la coalición de centro-derecha es una enorme reforma fiscal basada en la introducción de un impuesto único: para Berlusconi inicialmente se basa en la tasa actual más baja (23%) con el umbral elevado a €12 000, luego se procede a una reducción gradual de la tasa; mientras que según Salvini, la tasa de impuestos debería ser solo del 15%. El periódico económico italiano más notable, Il Sole 24 Ore, calculó el costo de esta medida en alrededor de €25 billones por año calculados con una tasa del 20%, o €40 billones con 15%. Berlusconi también ha propuesto la cancelación de IRAP, un impuesto local, el aumento de las pensiones mínimas a €1.000, la introducción de un "ingreso de dignidad" para luchar contra la pobreza, la desconcentración del reclutamiento de jóvenes, cambios a la Ley Fornero, que regula las pensiones, y el lanzamiento de un Plan Marshall para África para reducir la inmigración ilegal a Italia. Dentro de FI hay algunos representantes del Movimiento Animalista de Michela Brambilla, cuyo enfoque principal es, en particular, la prohibición de abrigos de pieles y circos, atención veterinaria gratuita y el establecimiento de un garante de los derechos de los animales. La Liga también propuso el reemplazo total de la Ley Fornero y la posibilidad de jubilación con 41 años de contribuciones, el "desgüace" de registros impositivos para contribuyentes en dificultad, una operación que debería rendir hasta €35 mil millones al Estado, la disolución de Equitalia, la empresa que se ocupa de la recaudación de impuestos, la abolición del límite en el uso de efectivo, la regularización de la prostitución; además, el objetivo principal de Salvini es una reducción drástica de la inmigración ilegal, reintroduciendo controles fronterizos, bloqueando las llegadas y repatriando a todos los migrantes que no tienen derecho a permanecer en Italia. El FdI ha propuesto guarderías gratuitas, un cheque de €400 por mes para recién nacidos hasta los seis años, para aumentar el crecimiento de la población, el permiso parental pagado hasta el 80% hasta el sexto año de nacimiento, aumento de los salarios y el equipo para la aplicación de la ley, el uso creciente del Ejército Italiano como una medida para luchar contra el crimen y una nueva ley de autodefensa.
El Movimiento 5 Estrellas presentó un programa cuyos puntos principales son la introducción de un "ingreso de ciudadanía" para luchar contra la pobreza, una medida que costaría entre 15 y 20 mil millones de euros anuales; el recorte de la deuda pública en 40 puntos en relación con el PIB en diez años; la adopción de medidas para revitalizar el empleo juvenil; un recorte en las pensiones de más de €5.000 netos no totalmente basado en el método de contribución; la reducción de las tasas IRPEF y la extensión del umbral del impuesto a las ganancias; el aumento del gasto en medidas de bienestar familiar del 1,5 al 2,5% del PIB; una ley constitucional que obliga a los parlamentarios a renunciar si tienen la intención de cambiar de partido, lo cual es inconstitucional. Di Maio también propuso una simplificación legislativa, comenzando con la eliminación de casi 400 leyes con una sola disposición legislativa.
Libres e Iguales ha centrado sus principales propuestas en el llamado "derecho a estudiar", proponiendo, en particular, la abolición de las tasas universitarias para los estudiantes que toman los exámenes regularmente, con el costo estimado para el presupuesto estatal de € 1,6 mil millones; LeU también propuso la reintroducción de las protecciones legales de los trabajadores que fueron eliminadas por la Jobs Act del gobierno de Renzi.

### Ataque en Macerata

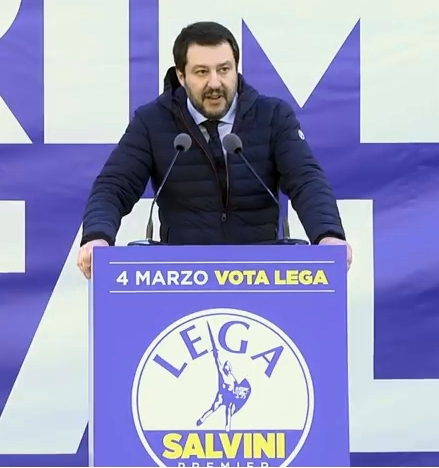
Salvini habla en el mitin final de su campaña electoral en Milán

El 3 de febrero de 2018, se produjo un tiroteo desde un vehículo en la ciudad de Macerata, Marcas, en Italia central, donde seis inmigrantes africanos resultaron gravemente heridos. Un hombre de 28 años, Luca Traini, fue arrestado y acusado de intento de asesinato, y también fue acusado del ataque contra la sede local del partido gobernante PD. Después del ataque, según los informes, Traini tenía una bandera italiana sobre sus hombros y levantó el brazo en el saludo fascista. Traini afirmó que su ataque fue una "venganza" para Pamela Mastropietro, una mujer romana de 18 años cuyo cuerpo desmembrado había sido encontrado unos días antes, metido en dos maletas y arrojado al campo; por ello, tres narcotraficantes nigerianos fueron arrestados, siendo el principal sospechoso un solicitante de asilo fallido de 29 años, llamado Innocent Oseghale. La falta de partes del cuerpo había provocado acusaciones de que el asesinato había sido un homicidio por partes del cuerpo, que también involucraba canibalismo.
El caso desató la ira y el sentimiento antiinmigrante en Macerata. El abogado de Traini informó de una "solidaridad alarmante" hacia Traini expresada por la población, mientras que la madre de Mastropietro agradeció públicamente a Traini por "encender una vela" por su hija. Una segunda autopsia de los restos de la niña, publicada después del ataque contra los migrantes africanos, reveló que Mastropietro había sido estrangulada, apuñalada y luego desollada en vida. El asesinato de Mastropietro y el ataque de Traini, y su valoración por los medios de comunicación italianos y el público estaban "destinados a convertirse en un factor decisivo" en las elecciones nacionales.
Traini era un miembro y excandidato local de la Liga, y muchos comentaristas políticos, intelectuales pero también políticos criticaron duramente a Salvini, acusándolo de haber extendido el odio y el racismo en el país. Particularmente, Roberto Saviano, el notable escritor antimafia,  etiquetó a Salvini como el "instigador moral" del ataque de Traini. Salvini respondió a las críticas acusando al gobierno de centroizquierda de la responsabilidad por la muerte de Mastropietro por permitir a los inmigrantes quedarse en el país y tener "sangre en sus manos", afirmando que la culpa recae en aquellos que "nos llenan de inmigrantes ilegales".
El primer ministro Gentiloni declaró que "confía en el sentido de la responsabilidad de todas las fuerzas políticas. Los delincuentes son criminales y el estado será particularmente severo con cualquiera que quiera alimentar una espiral de violencia". Gentiloni agregó que "el odio y la violencia no dividirán a Italia". También el ministro del Interior Marco Minniti condenó duramente el ataque, diciendo que cualquier partido político debe "montar el odio". Renzi, cuyo partido fue el segundo objetivo del ataque, declaró que la calma y la responsabilidad de todas las fuerzas políticas ahora serán necesarias.
Eventualmente, en la circunscripción de Macerata, la coalición de centroderecha, liderada por la Liga, ganó una pluralidad de los votos en la boleta, eligiendo así al candidato Tullio Patassini, que mostró un aumento de sus preferencias del 0,4% en 2013 al 21% cinco años después.

### Lemas de los principales partidos
| Partido | Partido                | Eslogan original                   | Traducción                           | Refs            |
| ------- | ---------------------- | ---------------------------------- | ------------------------------------ | --------------- |
|         | Partido Democrático    | Avanti, insieme                    | "Vamos, juntos"                      | [ 80 ] [ 81 ]   |
|         | Movimiento 5 Estrellas | Partecipa, Scegli, Cambia          | "Participa, Elige, Cambia"           | [ 82 ] [ 83 ]   |
|         | Forza Italia           | Onestà, Esperienza, Saggezza       | "Honestidad, Experiencia, Sabiduría" | [ 84 ] [ 85 ]   |
|         | Liga                   | Prima gli Italiani                 | "Los Italianos Primero"              | [ 86 ] [ 87 ]   |
|         | Libres e Iguales       | Per i molti, non per i pochi       | "Para muchos, no para pocos"         | [ 88 ] [ 89 ]   |
|         | Hermanos de Italia     | Il voto che unisce l'Italia        | "El voto que une a Italia"           | [ 90 ] [ 91 ]   |
|         | Más Europa             | Più Europa, serve all'Italia       | "Más Europa, sirve a Italia"         | [ 92 ] [ 93 ]   |
|         | Juntos                 | Insieme è meglio                   | "Juntos es mejor"                    | [ 94 ] [ 95 ]   |
|         | Lista Cívica Popular   | Il vaccino contro gli incompetenti | "La vacuna contra los incompetentes" | [ 96 ] [ 97 ]   |
|         | Poder al Pueblo        | Potere al Popolo                   | "Poder al Pueblo"                    | [ 98 ] [ 99 ]   |
|         | CasaPound Italia       | Vota più forte che puoi            | "Vota tan fuerte como puedas"        | [ 100 ] [ 101 ] |

### Debates electorales
A diferencia de muchos otros países occidentales, en Italia los debates electorales entre los líderes de los partidos no son tan comunes antes de las elecciones generales; de hecho, el último debate entre los dos principales candidatos al primer ministro se remonta a las elecciones generales de 2006 entre Silvio Berlusconi y Romano Prodi. En los últimos años, con pocas excepciones, casi todos los principales líderes políticos han negado su participación en un debate electoral con otros candidatos, prefiriendo las entrevistas con los presentadores de televisión y los periodistas.
Sin embargo, muchos debates tuvieron lugar entre otros miembros principales de los principales partidos.
| 7 de noviembre  | La7 (Di Martedì)     | Giovanni Floris   | P Renzi    | NI            | A Di Maio   | NI         |
| 12 de diciembre | Rai 3 (#cartabianca) | Bianca Berlinguer | P Martina  | P Brunetta    | NI          | NI         |
| 16 de enero     | Rai 3 (#cartabianca) | Bianca Berlinguer | P Orlando  | P De Girolamo | NI          | NI         |
| 30 de enero     | Rai 3 (#cartabianca) | Bianca Berlinguer | P Emiliano | P Fedriga     | NI          | NI         |
| 13 de febrero   | La7 (Otto e mezzo)   | Lilli Gruber      | NI         | P Salvini     | NI          | P Boldrini |
| 13 de febrero   | Rai 3 (#cartabianca) | Bianca Berlinguer | P Lorenzin | NI            | P Giarrusso | NI         |
| 27 de febrero   | Rai 3 (#cartabianca) | Bianca Berlinguer | NI         | P De Girolamo | NI          | P Speranza |

## Nuevo sistema electoral

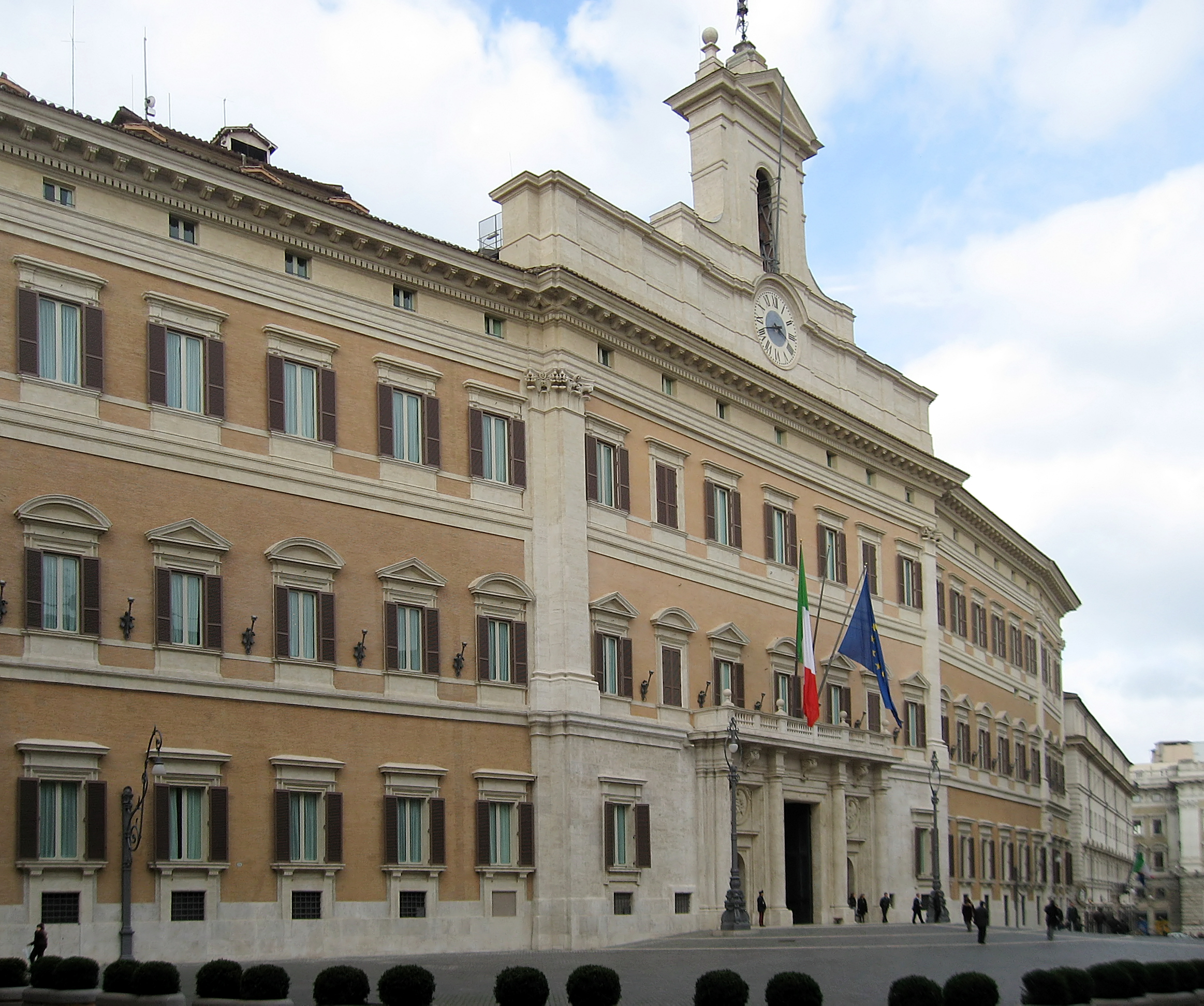
Palazzo Montecitorio, sede de la Cámara de Diputados.

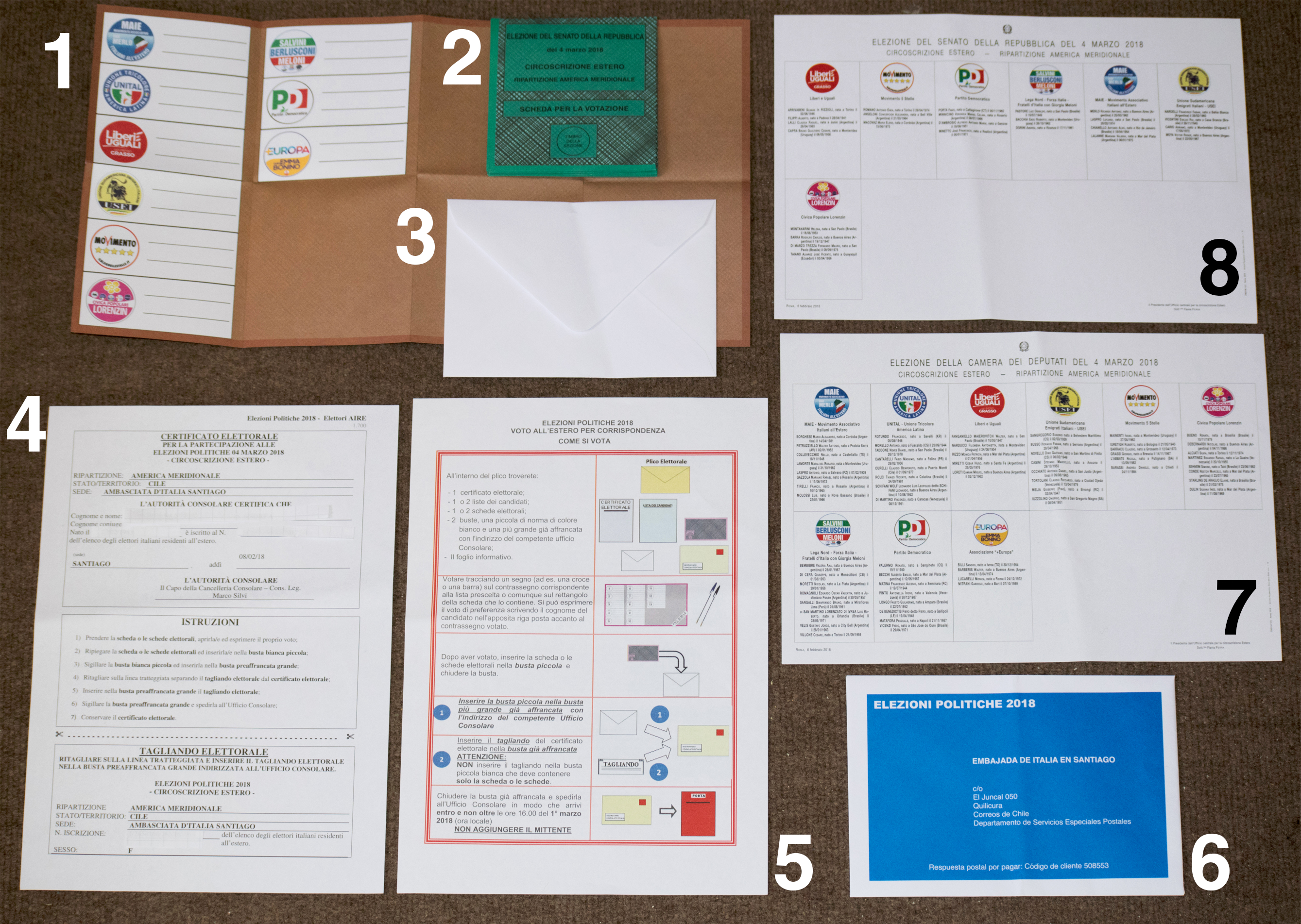
Paquete electoral enviado a un votante italiano en la circunscripción "América Meridional".

Como consecuencia del Referéndum constitucional de 2016 y de dos sentencias diferentes del Tribunal Constitucional, las leyes electorales para las dos casas del Parlamento italiano carecían de uniformidad. En octubre de 2017, PD, AP, FI, LN y los partidos menores acordaron una nueva ley electoral, que fue aprobada por la Cámara de Diputados con 375 votos a favor y 215 en contra y por el Senado con 214 votos contra 61. Se opusieron a la reforma el M5S, MDP, SI, FdI y partidos menores.
El llamado Rosatellum bis, después de Ettore Rosato (líder del PD en la Cámara), es un sistema mixto, con el 37% de los escaños asignados utilizando un Escrutinio mayoritario uninominal (first-past-the-post) y el 63% utilizando el método de mayor proporción proporcional, con una ronda de votación.
Los 630 diputados serán elegidos de la siguiente manera:
- 232 en circunscripciones de un solo miembro, por pluralidad;
- 386 en circunscripciones de miembros múltiples, por representación proporcional nacional;
- 12 en distritos electorales de varios miembros en el extranjero, por representación proporcional del distrito electoral.

Los 315 senadores electivos serán elegidos de la siguiente manera:
- 116 en circunscripciones de un solo miembro, por pluralidad;
- 193 en circunscripciones de miembros múltiples, por representación proporcional nacional;
- 6 en distritos electorales de varios miembros en el extranjero, por representación proporcional del distrito electoral.

Un número pequeño y variable de senadores vitalicios también serán miembros del Senado.
Para los residentes italianos, los miembros de cada cámara serán elegidos en boletas individuales, incluido el candidato a circunscripción y sus listas de partidos de apoyo. En cada circunscripción uninominal, el diputado/senador es elegido por mayoría, mientras que los escaños en distritos electorales de múltiples miembros se asignarán a nivel nacional. Para ser calculados en resultados de circunscripciones de un solo miembro, las partes deben obtener al menos el 1% del voto nacional. Para recibir escaños en distritos electorales de múltiples miembros, las partes deben obtener al menos el 3% del voto nacional. Los elegidos de las circunscripciones de miembros múltiples provendrán de listas cerradas.
La papeleta de votación, que es uno solo para el first-past-the-post y los sistemas proporcionales, muestra los nombres de los candidatos a distritos electorales de un solo miembro y, en conjunto con ellos, los símbolos de las listas vinculadas para la parte proporcional, cada uno con una lista de los candidatos relativos.
El votante podrá emitir su voto de tres maneras diferentes:
- Dibujar un signo en el símbolo de una lista: en este caso, la votación se extiende al candidato en la Circunscripciones uninominales que es compatible con esa lista.
- Dibujar un signo sobre el nombre del candidato de la circunscripción de miembro único y otro sobre el símbolo de una lista que lo respalda: el resultado es el mismo que el descrito anteriormente; no está permitido, bajo pena de anulación, el Panachage, por lo que el votante no puede votar simultáneamente por un candidato en la circunscripción de FPTP y por una lista que no esté vinculada a él.
- Dibujar un signo solo sobre el nombre del candidato para la circunscripción de FPTP, sin indicar ninguna lista: en este caso, el voto es válido para el candidato en la circunscripción de un solo miembro y también se extiende automáticamente a la lista que lo apoya; Sin embargo, si ese candidato está conectado a varias listas, el voto se divide proporcionalmente entre ellos, en función de los votos que cada uno haya obtenido en esa circunscripción.

## Encuestas de opinión

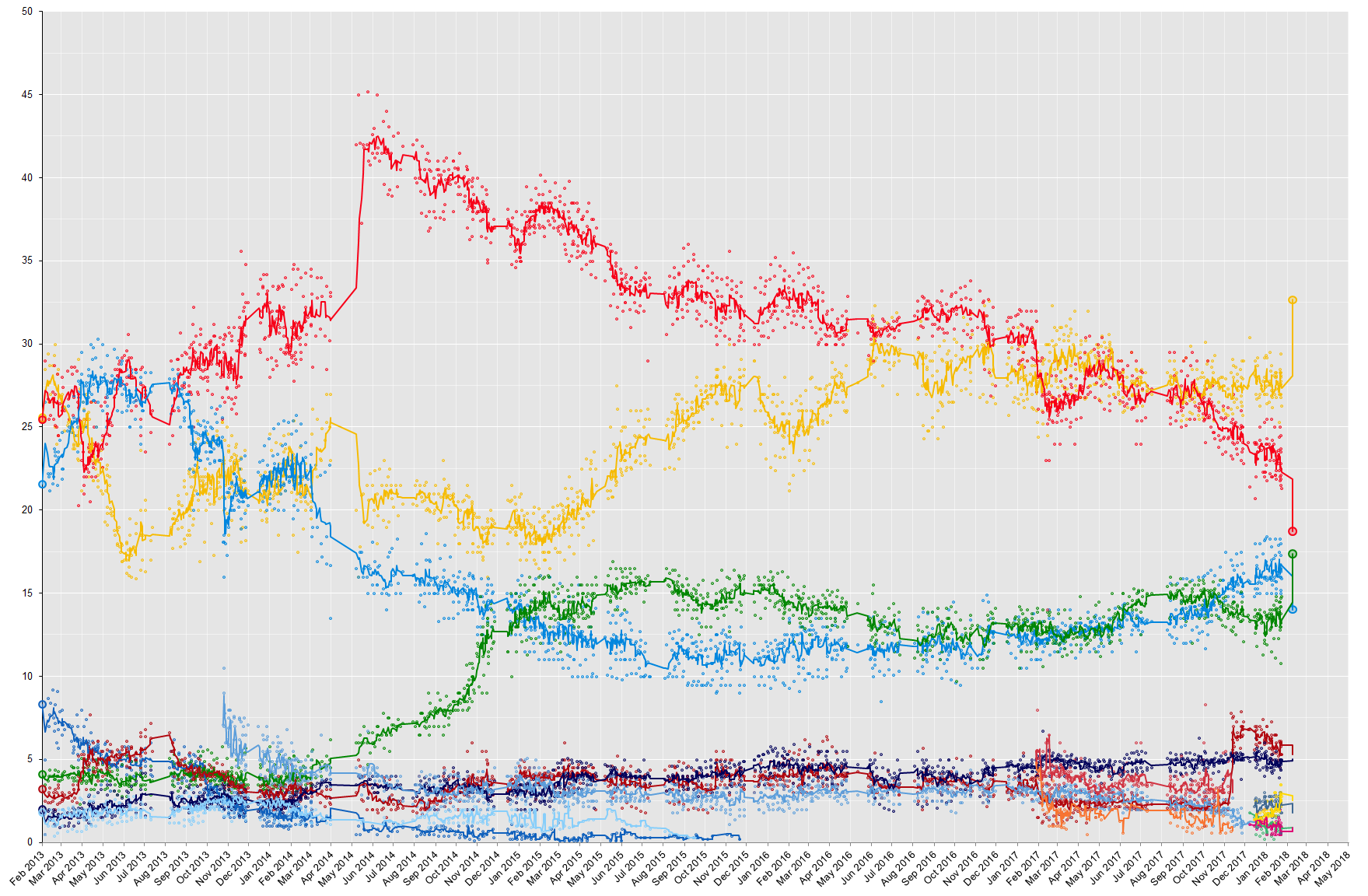
La línea de tendencia de puntaje promedio de 6 puntos es desde el 25 de febrero de 2013 hasta la actualidad, con cada línea correspondiente a un partido político.

## Coaliciones y partidos
| Coalición | Coalición                     | Partido                           | Partido                       | Ideología principal    | Líder             |
| --------- | ----------------------------- | --------------------------------- | ----------------------------- | ---------------------- | ----------------- |
|           | Coalición de centroderecha    |                                   | Liga (Lega)                   | Populismo de derecha   | Matteo Salvini    |
|           | Coalición de centroderecha    | Forza Italia (FI)                 | Conservadurismo liberal       | Silvio Berlusconi      |                   |
|           | Coalición de centroderecha    | Hermanos de Italia (FdI)          | Conservadurismo nacionalista  | Giorgia Meloni         |                   |
|           | Coalición de centroderecha    | Nosotros con Italia–UdC (NcI–UdC) | Democracia cristiana          | Raffaele Fitto         |                   |
|           | Coalición de centroizquierda  |                                   | Partido Democrático (PD)      | Socialdemocracia       | Matteo Renzi      |
|           | Coalición de centroizquierda  | Más Europa (+E)                   | Socioliberalismo              | Emma Bonino            |                   |
|           | Coalición de centroizquierda  | Juntos (I)                        | Progresismo                   | Riccardo Nencini       |                   |
|           | Coalición de centroizquierda  | Lista Cívica Popular (CP)         | Centrismo                     | Beatrice Lorenzin      |                   |
|           | Coalición de centroizquierda  | SVP–PATT                          | Regionalismo                  | Philipp Achammer       |                   |
|           | Movimiento 5 Estrellas (M5S)  | Movimiento 5 Estrellas (M5S)      | Movimiento 5 Estrellas (M5S)  | Populismo              | Luigi Di Maio     |
|           | Libres e Iguales (LeU)        | Libres e Iguales (LeU)            | Libres e Iguales (LeU)        | Socialismo             | Pietro Grasso     |
|           | Poder al Pueblo (PaP)         | Poder al Pueblo (PaP)             | Poder al Pueblo (PaP)         | Comunismo              | Viola Carofalo    |
|           | CasaPound Italia (CPI)        | CasaPound Italia (CPI)            | CasaPound Italia (CPI)        | Neofascismo            | Simone Di Stefano |
|           | El Pueblo de la Familia (PdF) | El Pueblo de la Familia (PdF)     | El Pueblo de la Familia (PdF) | Conservadurismo social | Mario Adinolfi    |

## Resultados

### Cámara de Diputados

#### Resultados totales
|                                                          |                                                       |                                                       |              |              |              |            |            |            |                |                |                |                          |                          |                          |       |       |
| Partido o Coalición                                      | Partido o Coalición                                   | Partido o Coalición                                   | Proporcional | Proporcional | Proporcional | Uninominal | Uninominal | Uninominal | Valle d' Aosta | Valle d' Aosta | Valle d' Aosta | Italianos en el exterior | Italianos en el exterior | Italianos en el exterior | Total | +/–   |
| Partido o Coalición                                      | Partido o Coalición                                   | Partido o Coalición                                   | Votos        | %            | Escaños      | Votos      | %          | Escaños    | Votos          | %              | Escaños        | Votos                    | %                        | Escaños                  | Total | +/–   |
|                                                          |                                                       | Liga (Lega)                                           | 5 698 687    | 17,35        | 73           | 12 152 345 | 37,00      | 49         | 11.588         | 17.46          | 0              | 240 702                  | 21,43                    | 2                        | 125   | +109  |
|                                                          | Forza Italia (FI)                                     | 4 596 956                                             | 14,00        | 59           | 46           | 12 152 345 | 37,00      | 5.533      | 8.34           | 0              | 1              | 240 702                  | 21,43                    | 104                      | +1    |       |
|                                                          | Hermanos de Italia (FdI)                              | 1 429 550                                             | 4,35         | 19           | 12           | 12 152 345 | 37,00      | 5.533      | 8.34           | 0              | 0              | 240 702                  | 21,43                    | 32                       | +25   |       |
|                                                          | Nosotros con Italia–UdC (NcI–UdC)                     | 427 152                                               | 1,30         | 0            | 4            | 12 152 345 | 37,00      |            |                |                | 12 396         | 1,09                     | 0                        | 4                        | Nuevo |       |
| Coalición de centroderecha                               | Coalición de centroderecha                            | 12 565 855                                            | 37.03        | 151          | 12 152 345   | 37.00      | 111        | 17.121     | 25,80          | 0              | 253 098        | 22.52                    | 3                        | 265                      | +140  |       |
|                                                          | Movimiento 5 Estrellas (M5S)                          | Movimiento 5 Estrellas (M5S)                          | 10 732 066   | 32,68        | 133          | 10 732 066 | 32,68      | 92         | 15.999         | 24.11          | 1              | 197 346                  | 17,57                    | 1                        | 227   | +119  |
|                                                          |                                                       | Partido Democrático (PD)                              | 6 161 896    | 18,76        | 86           | 7 138 015  | 21,73      | 21         | 14.429         | 21,74          | 0              | 297 153                  | 26,45                    | 5                        | 112   | −180  |
|                                                          | Más Europa (+E)                                       | 841 468                                               | 2,56         | 0            | 2            | 7 138 015  | 21,73      | —          | —              | —              | 64 350         | 5,73                     | 1                        | 3                        | Nuevo |       |
|                                                          | Juntos (I)                                            | 190 601                                               | 0,58         | 0            | 1            | 7 138 015  | 21,73      | —          | —              | —              | —              | —                        | —                        | 1                        | Nuevo |       |
|                                                          | Lista Cívica Popular (CP)                             | 178 107                                               | 0,54         | 0            | 2            | 7 138 015  | 21,73      | —          | —              | —              | 30 375         | 2,81                     | 0                        | 2                        | Nuevo |       |
|                                                          | SVP–PATT                                              | 134 651                                               | 0,41         | 2            | 2            | 7 138 015  | 21,73      | —          | —              | —              | —              | —                        | —                        | 4                        | −1    |       |
| Coalición de centroizquierda                             | Coalición de centroizquierda                          | 7 480 206                                             | 22.82        | 88           | 7.138.015    | 21.73      | 28         | 14.429     | 21.74          | 0              | 391 878        | 34.99                    | 6                        | 122                      | −223  |       |
|                                                          | Libres e Iguales (LeU)                                | Libres e Iguales (LeU)                                | 1 114 799    | 3,39         | 14           | 1 114 799  | 3,39       | 0          | —              | —              | —              | 64 523                   | 5,74                     | 0                        | 14    | Nuevo |
|                                                          | Movimiento Asociativo Italianos en el Exterior (MAIE) | Movimiento Asociativo Italianos en el Exterior (MAIE) | —            | —            | 0            | —          | —          | 0          | —              | —              | —              | 107 236                  | 9,55                     | 1                        | 1     | −1    |
|                                                          | Unión Sudamericana Emigrantes Italianos (USEI)        | Unión Sudamericana Emigrantes Italianos (USEI)        | —            | —            | 0            | —          | —          | 0          | —              | —              | —              | 68 291                   | 6,08                     | 1                        | 1     | ±0    |
|                                                          | Otros Partidos                                        | Otros Partidos                                        | 948 779      | 4,08         | 0            | 1 703 800  | 5,20       | 0          | 18.821         | 28.36          | 0              | 41 057                   | 3,55                     | 0                        | 0     | ±0    |
|                                                          |                                                       |                                                       |              |              |              |            |            |            |                |                |                |                          |                          |                          |       |       |
| Votos válidos                                            | Votos válidos                                         | Votos válidos                                         | 32.841.025   | 96.54        |              | 32.841.025 | 96.54      |            | 66.370         | 92,25          |                | 1.123.429                | 88.99                    |                          |       |       |
| Votos en blanco                                          | Votos en blanco                                       | Votos en blanco                                       | 389.441      | 1.42         | 389.441      | 1.42       | 2.057      | 2.86       | 17.762         | 1.41           |                |                          |                          |                          |       |       |
| Votos nulos                                              | Votos nulos                                           | Votos nulos                                           | 692.855      | 2.04         | 692.855      | 2.04       | 3.520      | 4.89       | 121.231        | 9.60           |                |                          |                          |                          |       |       |
| Total                                                    | Total                                                 | Total                                                 | 33.923.321   | 100.00       | 386          | 33.923.321 | 100.00     | 231        | 71.947         | 100.00         | 1              | 1.262.422                | 100.00                   | 12                       | 630   | –     |
| Registrados/Participación                                | Registrados/Participación                             | Registrados/Participación                             | 46.505.350   | 72.94        | −2.26        | 46.505.350 | 72.94      | −2.26      | 99.547         | 72.27          | -4.69          | 4.230.854                | 29.84                    | −1.75                    |       |       |
| Fuente: Departamento de Asuntos Internos y Territoriales |                                                       |                                                       |              |              |              |            |            |            |                |                |                |                          |                          |                          |       |       |

| \| Voto popular (partido) \| Voto popular (partido) \| Voto popular (partido) \| Voto popular (partido) \| Voto popular (partido) \| \| ---------------------- \| ---------------------- \| ---------------------- \| ---------------------- \| ---------------------- \| \| Partidos \| Partidos \| \| % \| % \| \| M5S \| M5S \| \| 32.68 % \| 32.68 % \| \| PD \| PD \| \| 18.76 % \| 18.76 % \| \| Lega \| Lega \| \| 17.35 % \| 17.35 % \| \| FI \| FI \| \| 14.00 % \| 14.00 % \| \| FdI \| FdI \| \| 4.35 % \| 4.35 % \| \| LeU \| LeU \| \| 3.39 % \| 3.39 % \| \| +E \| +E \| \| 2.56 % \| 2.56 % \| \| NcI–UdC \| NcI–UdC \| \| 1.30 % \| 1.30 % \| \| PaP \| PaP \| \| 1.13 % \| 1.13 % \| \| Otros \| Otros \| \| 4.48 % \| 4.48 % \| |          |  |         |         |
| Voto popular (partido) |          |  |         |         |
| Partidos | Partidos |  | %       | %       |
| M5S | M5S      |  | 32.68 % | 32.68 % |
| PD | PD       |  | 18.76 % | 18.76 % |
| Lega | Lega     |  | 17.35 % | 17.35 % |
| FI | FI       |  | 14.00 % | 14.00 % |
| FdI | FdI      |  | 4.35 %  | 4.35 %  |
| LeU | LeU      |  | 3.39 %  | 3.39 %  |
| +E | +E       |  | 2.56 %  | 2.56 %  |
| NcI–UdC | NcI–UdC  |  | 1.30 %  | 1.30 %  |
| PaP | PaP      |  | 1.13 %  | 1.13 %  |
| Otros | Otros    |  | 4.48 %  | 4.48 %  |

| \| Voto popular (coalición) \| Voto popular (coalición) \| Voto popular (coalición) \| Voto popular (coalición) \| Voto popular (coalición) \| \| ------------------------ \| ------------------------ \| ------------------------ \| ------------------------ \| ------------------------ \| \| Coaliciones \| Coaliciones \| \| % \| % \| \| CDX \| CDX \| \| 37.00 % \| 37.00 % \| \| M5S \| M5S \| \| 32.68 % \| 32.68 % \| \| CSX \| CSX \| \| 21.73 % \| 21.73 % \| \| LeU \| LeU \| \| 3.39 % \| 3.39 % \| \| PaP \| PaP \| \| 1.13 % \| 1.13 % \| \| Otros \| Otros \| \| 4.18 % \| 4.18 % \| |             |  |         |         |
| Voto popular (coalición) |             |  |         |         |
| Coaliciones | Coaliciones |  | %       | %       |
| CDX | CDX         |  | 37.00 % | 37.00 % |
| M5S | M5S         |  | 32.68 % | 32.68 % |
| CSX | CSX         |  | 21.73 % | 21.73 % |
| LeU | LeU         |  | 3.39 %  | 3.39 %  |
| PaP | PaP         |  | 1.13 %  | 1.13 %  |
| Otros | Otros       |  | 4.18 %  | 4.18 %  |

| \| Porcentaje de escaños (coalición) \| Porcentaje de escaños (coalición) \| Porcentaje de escaños (coalición) \| Porcentaje de escaños (coalición) \| Porcentaje de escaños (coalición) \| \| --------------------------------- \| --------------------------------- \| --------------------------------- \| --------------------------------- \| --------------------------------- \| \| Coaliciones \| Coaliciones \| \| % \| % \| \| CDX \| CDX \| \| 42.06 % \| 42.06 % \| \| M5S \| M5S \| \| 36.03 % \| 36.03 % \| \| CSX \| CSX \| \| 19.36 % \| 19.36 % \| \| LeU \| LeU \| \| 2.22 % \| 2.22 % \| |             |  |         |         |
| Porcentaje de escaños (coalición) |             |  |         |         |
| Coaliciones | Coaliciones |  | %       | %       |
| CDX | CDX         |  | 42.06 % | 42.06 % |
| M5S | M5S         |  | 36.03 % | 36.03 % |
| CSX | CSX         |  | 19.36 % | 19.36 % |
| LeU | LeU         |  | 2.22 %  | 2.22 %  |

#### Proporcional
| Partido                               | Partido                                     | Votos      | %     | Escaños |
| ------------------------------------- | ------------------------------------------- | ---------- | ----- | ------- |
|                                       | Movimiento 5 Estrellas (M5S)                | 10 732 066 | 32,68 | 133     |
|                                       | Partido Democrático (PD)                    | 6 161 896  | 18,76 | 86      |
|                                       | Liga (Lega)                                 | 5 698 687  | 17,35 | 73      |
|                                       | Forza Italia (FI)                           | 4 596 956  | 14,00 | 59      |
|                                       | Hermanos de Italia (FdI)                    | 1 429 550  | 4,35  | 19      |
|                                       | Libres e Iguales (LeU)                      | 1 114 799  | 3,39  | 14      |
|                                       | Más Europa (+Eu)                            | 841 468    | 2,56  | 0       |
|                                       | Nosotros con Italia–UdC (NcI–UDC)           | 427 152    | 1,30  | 0       |
|                                       | Poder al Pueblo (PaP)                       | 372 179    | 1,13  | 0       |
|                                       | CasaPound Italia (CPI)                      | 312 432    | 0,95  | 0       |
|                                       | El Pueblo de la Familia (PdF)               | 219 633    | 0,67  | 0       |
|                                       | Juntos (PSI–FdV–AC)                         | 190 601    | 0,58  | 0       |
|                                       | Lista Cívica Popular (IdV–CpE–UpT–IP–AP)    | 178 107    | 0,54  | 0       |
|                                       | Partido Popular Sudtirolés–PATT (SVP–PATT)  | 134 651    | 0,41  | 2       |
|                                       | Italia para los Italianos (FN–FT)           | 126 543    | 0,39  | 0       |
|                                       | Partido Comunista (PC)                      | 106 816    | 0,33  | 0       |
|                                       | Partido del Valor Humano (PVU)              | 47 953     | 0,15  | 0       |
|                                       | 10 Veces Mejor (10VM)                       | 37 354     | 0,11  | 0       |
|                                       | Por una Izquierda Revolucionaria (PCL–SCR)  | 29 364     | 0,09  | 0       |
|                                       | Partido Republicano Italiano–ALA (PRI–ALA)  | 20 943     | 0,06  | 0       |
|                                       | Gran Norte (GN)                             | 19 846     | 0,06  | 0       |
|                                       | Autodeterminación                           | 19 307     | 0,06  | 0       |
|                                       | Lista del Pueblo para la Constitución (LdP) | 9921       | 0,03  | 0       |
|                                       | Pacto por la Autonomía (PpA)                | 7079       | 0,02  | 0       |
|                                       | Bloque Nacional por las Libertades (IR–DC)  | 3628       | 0,01  | 0       |
|                                       | SìAmo                                       | 1428       | 0,00  | 0       |
|                                       | Renacimiento–MIR                            | 772        | 0,00  | 0       |
|                                       | Italia en el Corazón                        | 574        | 0,00  | 0       |
| Votos válidos                         | Votos válidos                               | 32 841 705 | 96,81 | –       |
| Votos inválidos/en blanco/sin asignar | Votos inválidos/en blanco/sin asignar       | 1 082 296  | 3,19  | –       |
| Total                                 | Total                                       | 33 923 321 | 100   | 386     |
| Votantes registrados/participación    | Votantes registrados/participación          | 46 505 350 | 72,94 | –       |
| Fuente: Ministerio del Interior       |                                             |            |       |         |

#### Uninominal
| Partido                               | Partido                                     | Votos      | %     | Escaños |
| ------------------------------------- | ------------------------------------------- | ---------- | ----- | ------- |
|                                       | Coalición de centroderecha (CDX)            | 12.152.345 | 37,00 | 111     |
|                                       | Movimiento 5 Estrellas (M5S)                | 10.732.066 | 32,68 | 93      |
|                                       | Coalición de centroizquierda (CSX)          | 7.506.723  | 22,86 | 28      |
|                                       | Libres e Iguales (LeU)                      | 1.114.799  | 3,39  | 0       |
|                                       | Poder al Pueblo (PaP)                       | 372.179    | 1,13  | 0       |
|                                       | CasaPound Italia (CPI)                      | 312.432    | 0,95  | 0       |
|                                       | El Pueblo de la Familia (PdF)               | 219.633    | 0,67  | 0       |
|                                       | Italia para los Italianos (FN–FT)           | 125.949    | 0,38  | 0       |
|                                       | Partido Comunista (PC)                      | 106.816    | 0,33  | 0       |
|                                       | Partido del Valor Humano (PVU)              | 47.953     | 0,15  | 0       |
|                                       | 10 Veces Mejor (10VM)                       | 37.354     | 0,11  | 0       |
|                                       | Por una Izquierda Revolucionaria (PCL–SCR)  | 29.364     | 0,09  | 0       |
|                                       | Partido Republicano Italiano–ALA (PRI–ALA)  | 20.943     | 0,06  | 0       |
|                                       | Gran Norte (GN)                             | 19.846     | 0,06  | 0       |
|                                       | Autodeterminación                           | 19.307     | 0,06  | 0       |
|                                       | Lista del Pueblo para la Constitución (LdP) | 9.921      | 0,03  | 0       |
|                                       | Pacto por la Autonomía (PpA)                | 7.079      | 0,02  | 0       |
|                                       | Bloque Nacional por las Libertades (IR–DC)  | 3.628      | 0,01  | 0       |
|                                       | SíAmo                                       | 1.428      | 0,00  | 0       |
|                                       | Renacimiento–MIR                            | 686        | 0,00  | 0       |
|                                       | Italia en el Corazón                        | 574        | 0,00  | 0       |
| Votos válidos                         | Votos válidos                               | 32.841.025 | 96,81 | –       |
| Votos inválidos/en blanco/sin asignar | Votos inválidos/en blanco/sin asignar       | 1.082.296  | 3,19  | –       |
| Total                                 | Total                                       | 33.923.321 | 100   | 232     |
| Votantes registrados/participación    | Votantes registrados/participación          | 46.505.350 | 72,94 | –       |
| Fuente: Ministerio del Interior       |                                             |            |       |         |

#### Valle de Aosta
La región autónoma del Valle de Aosta, en el noroeste de Italia, elige a un miembro de la Cámara de Diputados a través de una elección directa. Algunos partidos que formaron coaliciones electorales en Italia, podrían haber optado por competir entre sí (o formar coaliciones diferentes) en esta región en particular.
| Candidato                             | Partido (o lista de coalición unificada) | Partido (o lista de coalición unificada)  | Votos  | %     | Escaños |
| ------------------------------------- | ---------------------------------------- | ----------------------------------------- | ------ | ----- | ------- |
| Elisa Tripodi                         |                                          | Movimiento 5 Estrellas (M5S)              | 15 999 | 24,11 | 1       |
| Alessia Favre                         |                                          | Coalición Valle de Aosta (PD-UV-UVP-EPAV) | 14 429 | 21,74 | 0       |
| Giampaolo Marcoz                      |                                          | Por Todos (ALPE-SA-PNV)                   | 12 118 | 18,26 | 0       |
| Luca Distort                          |                                          | Liga (Lega)                               | 11 588 | 17,46 | 0       |
| Edoardo Melgara                       |                                          | FI-FdI-Mov. Nuevo Valle de Aosta          | 5533   | 8,34  | 0       |
| Chiara Minelli                        |                                          | Respuesta Cívica (RC)                     | 2623   | 3,95  | 0       |
| Francesco Rappazzo                    |                                          | Poder al Pueblo (PaP)                     | 1700   | 2,56  | 0       |
| Lorenzo Giulio Aiello                 |                                          | CasaPound Italia (CPI)                    | 1205   | 1,82  | 0       |
| Daniela Glarey                        |                                          | Partido del Valor Humano (PVU)            | 1175   | 1,77  | 0       |
| Votos válidos                         | Votos válidos                            | Votos válidos                             | 66 370 | 92,25 | –       |
| Votos inválidos/en blanco/sin asignar | Votos inválidos/en blanco/sin asignar    | Votos inválidos/en blanco/sin asignar     | 5577   | 7,75  | –       |
| Total                                 | Total                                    | Total                                     | 71 947 | 100   | 1       |
| Votantes registrados/participación    | Votantes registrados/participación       | Votantes registrados/participación        | 99 547 | 72,27 | –       |
| Fuente: Ministerio del Interior       |                                          |                                           |        |       |         |

#### Italianos en el exterior

Lista más votada por país en la elección de diputados.

Doce miembros de la Cámara de Diputados son elegidos por italianos en el exterior. Se eligen dos miembros para América del Norte y América Central (incluida la mayoría de los Caribe), cuatro miembros para América del Sur (incluido Trinidad y Tobago), cinco miembros para Europa y un miembro para el resto del mundo (África, Asia, Oceanía y Antártida). Los votantes en estas regiones seleccionan listas de candidatos y también pueden emitir un voto de preferencia para candidatos individuales. Los asientos son asignados por representación proporcional.
La ley electoral permite que los partidos formen coaliciones diferentes en las listas en el exterior, en comparación con las listas en Italia. En las elecciones de 2018, Forza Italia, Lega y Hermanos de Italia usaron esta libertad para formar una lista unificada para los distritos electorales en el exterior.
| Partido (o una lista de coalición unificada) | Partido (o una lista de coalición unificada)           | Votos     | %     | Escaños |
| -------------------------------------------- | ------------------------------------------------------ | --------- | ----- | ------- |
|                                              | Partido Democrático (PD)                               | 297.153   | 26,45 | 5       |
|                                              | Liga - Forza Italia - Hermanos de Italia (Lega–FI–FdI) | 240.702   | 21,43 | 3       |
|                                              | Movimiento 5 Estrellas (M5S)                           | 197.346   | 17,57 | 1       |
|                                              | Movimiento Asociativo Italianos en el Exterior (MAIE)  | 107.236   | 9,55  | 1       |
|                                              | Unión Sudamericana Emigrantes Italianos (USEI)         | 68.291    | 6,08  | 1       |
|                                              | Libres e Iguales (LeU)                                 | 64.523    | 5,74  | 0       |
|                                              | Más Europa (+Eu)                                       | 64.350    | 5,73  | 1       |
|                                              | Lista Cívica Popular (CP)                              | 32.071    | 2,85  | 0       |
|                                              | Unión Tricolor América Latina (UniTAL)                 | 25.555    | 2,27  | 0       |
|                                              | Nosotros con Italia–UdC (NcI–UDC)                      | 12.396    | 1,10  | 0       |
|                                              | Movimiento de la Libertad                              | 10.590    | 0,94  | 0       |
|                                              | Partido Republicano Italiano–ALA (PRI–ALA)             | 2.270     | 0,20  | 0       |
|                                              | Vuelos Gratis a Italia                                 | 946       | 0,08  | 0       |
| Votos válidos                                | Votos válidos                                          | 1.123.429 | 88,99 | –       |
| Votos inválidos/en blanco/sin asignar        | Votos inválidos/en blanco/sin asignar                  | 138.993   | 11,01 | –       |
| Total                                        | Total                                                  | 1.262.422 | 100   | 12      |
| Votantes registrados/participación           | Votantes registrados/participación                     | 4.230.854 | 29,84 | –       |
| Fuente: Ministerio del Interior              |                                                        |           |       |         |

### Senado de la República

#### Resultados totales
|                                                          |                                                       |                                                       |              |              |              |            |            |            |                          |                          |                          |       |       |
| Partido o Coalición                                      | Partido o Coalición                                   | Partido o Coalición                                   | Proporcional | Proporcional | Proporcional | Uninominal | Uninominal | Uninominal | Italianos en el exterior | Italianos en el exterior | Italianos en el exterior | Total | +/–   |
| Partido o Coalición                                      | Partido o Coalición                                   | Partido o Coalición                                   | Votos        | %            | Escaños      | Votos      | %          | Escaños    | Votos                    | %                        | Escaños                  | Total | +/–   |
|                                                          |                                                       | Liga (Lega)                                           | 5.321.537    | 17,61        | 37           | 11.327.549 | 37,50      | 21         | 226.885                  | 21,98                    | 0                        | 58    | +39   |
|                                                          | Forza Italia (FI)                                     | 4.358.004                                             | 14,43        | 33           | 23           | 11.327.549 | 37,50      | 2          | 226.885                  | 21,98                    | 57                       | −41   |       |
|                                                          | Hermanos de Italia (FdI)                              | 1.286.606                                             | 4,26         | 7            | 9            | 11.327.549 | 37,50      | 0          | 226.885                  | 21,98                    | 18                       | +18   |       |
|                                                          | Nosotros con Italia–UdC (NcI–UdC)                     | 361.402                                               | 1,20         | 0            | 4            | 11.327.549 | 37,50      | 10.856     | 1,05                     | 0                        | 4                        | Nuevo |       |
| Coalición de centroderecha                               | Coalición de centroderecha                            | 11 317 258                                            | 37.51        | 77           | 11.327.549   | 37.50      | 58         | 237.740    | 23.03                    | 2                        | 137                      | +20   |       |
|                                                          | Movimiento 5 Estrellas (M5S)                          | Movimiento 5 Estrellas (M5S)                          | 9.733.928    | 32,22        | 68           | 9.733.928  | 32,22      | 44         | 182.715                  | 17,70                    | 0                        | 112   | +58   |
|                                                          |                                                       | Partido Democrático (PD)                              | 5.783.360    | 19,14        | 43           | 6.947.199  | 23,00      | 8          | 279.489                  | 27,08                    | 2                        | 53    | −57   |
|                                                          | Más Europa (+E)                                       | 714.821                                               | 2,37         | 0            | 1            | 6.947.199  | 23,00      | 55.625     | 5,39                     | 0                        | 1                        | Nuevo |       |
|                                                          | Juntos (I)                                            | 163.454                                               | 0,54         | 0            | 1            | 6.947.199  | 23,00      | —          | —                        | —                        | 1                        | Nuevo |       |
|                                                          | Lista Cívica Popular (CP)                             | 157.282                                               | 0,52         | 0            | 1            | 6.947.199  | 23,00      | 32.660     | 3,16                     | 0                        | 1                        | Nuevo |       |
|                                                          | SVP–PATT                                              | 128.282                                               | 0,42         | 1            | 2            | 6.947.199  | 23,00      | —          | —                        | —                        | 3                        | −1    |       |
|                                                          | Valle de Aosta (VdA)                                  | —                                                     | —            | —            | 1            | 6.947.199  | 23,00      | —          | —                        | —                        | 1                        | ±0    |       |
| Coalición de centroizquierda                             | Coalición de centroizquierda                          | 6 929 460                                             | 22.96        | 44           | 6.947.199    | 23.00      | 14         | 367.774    | 35.63                    | 2                        | 60                       | −63   |       |
|                                                          | Libres e Iguales (LeU)                                | Libres e Iguales (LeU)                                | 991.159      | 3,28         | 4            | 991.159    | 3,28       | 0          | 57.761                   | 5,60                     | 0                        | 4     | Nuevo |
|                                                          | Movimiento Asociativo Italianos en el Exterior (MAIE) | Movimiento Asociativo Italianos en el Exterior (MAIE) | —            | —            | 0            | —          | —          | 0          | 110.879                  | 10,74                    | 1                        | 1     | ±0    |
|                                                          | Unión Sudamericana Emigrantes Italianos (USEI)        | Unión Sudamericana Emigrantes Italianos (USEI)        | —            | —            | 0            | —          | —          | 0          | 68.233                   | 6,61                     | 1                        | 1     | +1    |
|                                                          | Otros Partidos                                        | Otros Partidos                                        | 1.238.756    | 4.03         | 0            | 1.210.528  | 4.00       | 0          | 6.961                    | 0.69                     | 0                        | 0     | ±0    |
|                                                          |                                                       |                                                       |              |              |              |            |            |            |                          |                          |                          |       |       |
| Votos válidos                                            | Votos válidos                                         | Votos válidos                                         | 30.210.561   | 96.63        |              | 30.210.363 | 96.63      |            | 1.032.063                | 88.89                    |                          |       |       |
| Votos en blanco                                          | Votos en blanco                                       | Votos en blanco                                       | 376.765      | 1.21         | 376.765      | 1.21       | 17.508     | 1.51       |                          |                          |                          |       |       |
| Votos nulos                                              | Votos nulos                                           | Votos nulos                                           | 644.686      | 2.06         | 644.686      | 2.06       | 111.414    | 9.60       |                          |                          |                          |       |       |
| Total                                                    | Total                                                 | Total                                                 | 31.231.814   | 100.00       | 192          | 31.231.814 | 100.00     | 115        | 1.160.985                | 100.00                   | 6                        | 315   | –     |
| Registrados/Participación                                | Registrados/Participación                             | Registrados/Participación                             | 42.780.033   | 72.93        | −2.18        | 42.780.033 | 72.93      | −2.18      | 3.835.780                | 30.27                    | −1.80                    |       |       |
| Fuente: Departamento de Asuntos Internos y Territoriales |                                                       |                                                       |              |              |              |            |            |            |                          |                          |                          |       |       |

| \| Voto popular (partido) \| Voto popular (partido) \| Voto popular (partido) \| Voto popular (partido) \| Voto popular (partido) \| \| ---------------------- \| ---------------------- \| ---------------------- \| ---------------------- \| ---------------------- \| \| Partidos \| Partidos \| \| % \| % \| \| M5S \| M5S \| \| 32.22 % \| 32.22 % \| \| PD \| PD \| \| 19.14 % \| 19.14 % \| \| Lega \| Lega \| \| 17.61 % \| 17.61 % \| \| FI \| FI \| \| 14.43 % \| 14.43 % \| \| FdI \| FdI \| \| 4.26 % \| 4.26 % \| \| LeU \| LeU \| \| 3.28 % \| 3.28 % \| \| +E \| +E \| \| 2.37 % \| 2.37 % \| \| NcI \| NcI \| \| 1.20 % \| 1.20 % \| \| PaP \| PaP \| \| 1.06 % \| 1.06 % \| \| Otros \| Otros \| \| 4.43 % \| 4.43 % \| |          |  |         |         |
| Voto popular (partido) |          |  |         |         |
| Partidos | Partidos |  | %       | %       |
| M5S | M5S      |  | 32.22 % | 32.22 % |
| PD | PD       |  | 19.14 % | 19.14 % |
| Lega | Lega     |  | 17.61 % | 17.61 % |
| FI | FI       |  | 14.43 % | 14.43 % |
| FdI | FdI      |  | 4.26 %  | 4.26 %  |
| LeU | LeU      |  | 3.28 %  | 3.28 %  |
| +E | +E       |  | 2.37 %  | 2.37 %  |
| NcI | NcI      |  | 1.20 %  | 1.20 %  |
| PaP | PaP      |  | 1.06 %  | 1.06 %  |
| Otros | Otros    |  | 4.43 %  | 4.43 %  |

| \| Voto popular (coalición) \| Voto popular (coalición) \| Voto popular (coalición) \| Voto popular (coalición) \| Voto popular (coalición) \| \| ------------------------ \| ------------------------ \| ------------------------ \| ------------------------ \| ------------------------ \| \| Coaliciones \| Coaliciones \| \| % \| % \| \| CDX \| CDX \| \| 37.50 % \| 37.50 % \| \| M5S \| M5S \| \| 32.22 % \| 32.22 % \| \| CSX \| CSX \| \| 23.00 % \| 23.00 % \| \| LeU \| LeU \| \| 3.28 % \| 3.28 % \| \| Otros \| Otros \| \| 4.00 % \| 4.00 % \| |             |  |         |         |
| Voto popular (coalición) |             |  |         |         |
| Coaliciones | Coaliciones |  | %       | %       |
| CDX | CDX         |  | 37.50 % | 37.50 % |
| M5S | M5S         |  | 32.22 % | 32.22 % |
| CSX | CSX         |  | 23.00 % | 23.00 % |
| LeU | LeU         |  | 3.28 %  | 3.28 %  |
| Otros | Otros       |  | 4.00 %  | 4.00 %  |

| \| Porcentaje de escaños (coalición) \| Porcentaje de escaños (coalición) \| Porcentaje de escaños (coalición) \| Porcentaje de escaños (coalición) \| Porcentaje de escaños (coalición) \| \| --------------------------------- \| --------------------------------- \| --------------------------------- \| --------------------------------- \| --------------------------------- \| \| Coaliciones \| Coaliciones \| \| % \| % \| \| CDX \| CDX \| \| 42.86 % \| 42.86 % \| \| M5S \| M5S \| \| 35.56 % \| 35.56 % \| \| CSX \| CSX \| \| 18.41 % \| 18.41 % \| \| LeU \| LeU \| \| 1.27 % \| 1.27 % \| |             |  |         |         |
| Porcentaje de escaños (coalición) |             |  |         |         |
| Coaliciones | Coaliciones |  | %       | %       |
| CDX | CDX         |  | 42.86 % | 42.86 % |
| M5S | M5S         |  | 35.56 % | 35.56 % |
| CSX | CSX         |  | 18.41 % | 18.41 % |
| LeU | LeU         |  | 1.27 %  | 1.27 %  |

#### Proporcional
| Partido                               | Partido                                     | Votos      | %     | Escaños |
| ------------------------------------- | ------------------------------------------- | ---------- | ----- | ------- |
|                                       | Movimiento 5 Estrellas (M5S)                | 9.733.928  | 32,22 | 68      |
|                                       | Partido Democrático (PD)                    | 5.783.360  | 19,14 | 43      |
|                                       | Liga (Lega)                                 | 5.321.537  | 17,61 | 37      |
|                                       | Forza Italia (FI)                           | 4.358.004  | 14,43 | 33      |
|                                       | Hermanos de Italia (FdI)                    | 1.286.606  | 4,26  | 7       |
|                                       | Libres e Iguales (LeU)                      | 991.159    | 3,28  | 4       |
|                                       | Más Europa (+Eu)                            | 714.821    | 2,37  | 0       |
|                                       | Nosotros con Italia–UdC (NcI–UDC)           | 361.402    | 1,20  | 0       |
|                                       | Poder al Pueblo (PaP)                       | 320.493    | 1,06  | 0       |
|                                       | CasaPound Italia (CPI)                      | 259.718    | 0,86  | 0       |
|                                       | El Pueblo de la Familia (PdF)               | 211.759    | 0,70  | 0       |
|                                       | Juntos (PSI–FdV–AC)                         | 163.454    | 0,54  | 0       |
|                                       | Lista Cívica Popular (IdV–CpE–UpT–IP–AP)    | 157.282    | 0,52  | 0       |
|                                       | Italia para los Italianos (FN–FT)           | 149.907    | 0,50  | 0       |
|                                       | Partido Popular Sudtirolés–PATT (SVP–PATT)  | 128.282    | 0,42  | 1       |
|                                       | Partido Comunista (PC)                      | 101.648    | 0,34  | 0       |
|                                       | Partido del Valor Humano (PVU)              | 38.749     | 0,13  | 0       |
|                                       | Por una Izquierda Revolucionaria (PCL–SCR)  | 32.623     | 0,11  | 0       |
|                                       | Partido Republicano Italiano–ALA (PRI–ALA)  | 27.384     | 0,09  | 0       |
|                                       | Autodeterminación                           | 20.468     | 0,07  | 0       |
|                                       | Gran Norte (GN)                             | 17.507     | 0,06  | 0       |
|                                       | Lista del Pueblo para la Constitución (LdP) | 10.267     | 0,03  | 0       |
|                                       | Derecha Unida - Horquillas                  | 6.229      | 0,02  | 0       |
|                                       | Democracia Cristiana (DC)                   | 5.532      | 0,02  | 0       |
|                                       | Pacto por la Autonomía (PpA)                | 5.015      | 0,02  | 0       |
|                                       | SìAmo                                       | 1.402      | 0,00  | 0       |
|                                       | Estado Moderno y Solidario (SMS)            | 1.384      | 0,00  | 0       |
|                                       | Renacimiento–MIR                            | 552        | 0,00  | 0       |
| Votos válidos                         | Votos válidos                               | 30.210.561 | 96,73 | –       |
| Votos inválidos/en blanco/sin asignar | Votos inválidos/en blanco/sin asignar       | 1.021.451  | 3,27  | –       |
| Total                                 | Total                                       | 31.231.814 | 100   | 193     |
| Votantes registrados/participación    | Votantes registrados/participación          | 42.780.033 | 73,01 | –       |
| Fuente: Ministerio del Interior       |                                             |            |       |         |

#### Uninominal
| Partido                               | Partido                                     | Votos      | %     | Escaños |
| ------------------------------------- | ------------------------------------------- | ---------- | ----- | ------- |
|                                       | Coalición de centroderecha (CDX)            | 11.327.549 | 37,50 | 58      |
|                                       | Movimiento 5 Estrellas (M5S)                | 9.733.928  | 32,22 | 44      |
|                                       | Coalición de centroizquierda (CSX)          | 6.947.199  | 23,00 | 14      |
|                                       | Libres e Iguales (LeU)                      | 991.159    | 3,28  | 0       |
|                                       | Poder al Pueblo (PaP)                       | 320.493    | 1,06  | 0       |
|                                       | CasaPound Italia (CPI)                      | 259.718    | 0,86  | 0       |
|                                       | El Pueblo de la Familia (PdF)               | 211.759    | 0,70  | 0       |
|                                       | Italia para los Italianos (FN–FT)           | 149.907    | 0,50  | 0       |
|                                       | Partido Comunista (PC)                      | 101.648    | 0,34  | 0       |
|                                       | Partido del Valor Humano (PVU)              | 38.749     | 0,13  | 0       |
|                                       | Por una Izquierda Revolucionaria (PCL–SCR)  | 32.623     | 0,11  | 0       |
|                                       | Partido Republicano Italiano–ALA (PRI–ALA)  | 27.384     | 0,09  | 0       |
|                                       | Autodeterminación                           | 20.468     | 0,07  | 0       |
|                                       | Gran Norte (GN)                             | 17.507     | 0,06  | 0       |
|                                       | Lista del Pueblo para la Constitución (LdP) | 10.356     | 0,03  | 0       |
|                                       | Derecha Unida - Horquillas                  | 6.229      | 0,02  | 0       |
|                                       | Democracia Cristiana (DC)                   | 5.532      | 0,02  | 0       |
|                                       | Pacto por la Autonomía (PpA)                | 5.015      | 0,02  | 0       |
|                                       | SìAmo                                       | 1.402      | 0,00  | 0       |
|                                       | Estado Moderno y Solidario (SMS)            | 1.384      | 0,00  | 0       |
|                                       | Renacimiento–MIR                            | 354        | 0,00  | 0       |
| Votos válidos                         | Votos válidos                               | 30.210.363 | 96,73 | –       |
| Votos inválidos/en blanco/sin asignar | Votos inválidos/en blanco/sin asignar       | 1.021.451  | 3,27  | –       |
| Total                                 | Total                                       | 31.231.814 | 100   | 116     |
| Votantes registrados/participación    | Votantes registrados/participación          | 42.780.033 | 73,01 | –       |
| Fuente: Ministerio del Interior       |                                             |            |       |         |

#### Valle de Aosta
| Candidato                             | Partido (o lista de coalición unificada) | Partido (o lista de coalición unificada)  | Votos  | %     | Escaños |
| ------------------------------------- | ---------------------------------------- | ----------------------------------------- | ------ | ----- | ------- |
| Albert Laniece                        |                                          | Coalición Valle de Aosta (PD-UV-UVP-EPAV) | 15 958 | 25,76 | 1       |
| Luciano Alfredo Nicola Mossa          |                                          | Movimiento 5 Estrellas (M5S)              | 14 398 | 23,25 | 0       |
| Paolo Sammaritani                     |                                          | Liga (Lega)                               | 11 004 | 17,77 | 0       |
| Luisa Anna Trione                     |                                          | Por Todos (ALPE-SA-PNV)                   | 9 659  | 15,59 | 0       |
| Orlando Navarra                       |                                          | FI-FdI-Mov. Nuevo Valle de Aosta          | 5 223  | 8,43  | 0       |
| Fabio Protasoni                       |                                          | Respuesta Cívica (RC)                     | 1 911  | 3,09  | 0       |
| Alexandre Glarey                      |                                          | Poder al Pueblo (PaP)                     | 1 668  | 2,73  | 0       |
| Sonny Perino                          |                                          | CasaPound Italia (CPI)                    | 1 207  | 1,95  | 0       |
| Annita Prezzavento                    |                                          | Partido del Valor Humano (PVU)            | 890    | 1,44  | 0       |
| Votos válidos                         | Votos válidos                            | Votos válidos                             | 61 938 | 92,90 | –       |
| Votos inválidos/en blanco/sin asignar | Votos inválidos/en blanco/sin asignar    | Votos inválidos/en blanco/sin asignar     | 4 732  | 7,10  | –       |
| Total                                 | Total                                    | Total                                     | 66 670 | 100   | 1       |
| Votantes registrados/participación    | Votantes registrados/participación       | Votantes registrados/participación        | 92 087 | 72,40 | –       |
| Fuente: Ministerio del Interior       |                                          |                                           |        |       |         |

#### Italianos en el exterior
| Partido (o una lista de coalición unificada) | Partido (o una lista de coalición unificada)           | Votos     | %     | Escaños |
| -------------------------------------------- | ------------------------------------------------------ | --------- | ----- | ------- |
|                                              | Partido Democrático (PD)                               | 279.489   | 27,08 | 2       |
|                                              | Liga - Forza Italia - Hermanos de Italia (Lega–FI–FdI) | 226.885   | 21,98 | 2       |
|                                              | Movimiento 5 Estrellas (M5S)                           | 182.715   | 17,70 | 0       |
|                                              | Movimiento Asociativo Italianos en el Exterior (MAIE)  | 110.879   | 10,74 | 1       |
|                                              | Unión Sudamericana Emigrantes Italianos (USEI)         | 68.233    | 6,61  | 1       |
|                                              | Libres e Iguales (LeU)                                 | 57.761    | 5,60  | 0       |
|                                              | Más Europa (+Eu)                                       | 55.625    | 5,39  | 0       |
|                                              | Lista Cívica Popular (CP)                              | 32.660    | 3,16  | 0       |
|                                              | Nosotros con Italia–UdC (NcI–UDC)                      | 10.856    | 1,05  | 0       |
|                                              | Movimiento de la Libertad                              | 6.960     | 0,67  | 0       |
| Votos válidos                                | Votos válidos                                          | 1.032.063 | 88,90 | –       |
| Votos inválidos/en blanco/sin asignar        | Votos inválidos/en blanco/sin asignar                  | 128.922   | 11.10 | –       |
| Total                                        | Total                                                  | 1.160.985 | 100   | 6       |
| Votantes registrados/participación           | Votantes registrados/participación                     | 3.835.780 | 30,27 | –       |
| Fuente: Ministerio del Interior              |                                                        |           |       |         |

## Sociología del electorado
| Sociología del electorado    | Sociología del electorado | Sociología del electorado | Sociología del electorado | Sociología del electorado | Sociología del electorado | Sociología del electorado |      |       |
| Demografía                   | Centroderecha             | M5S                       | Centroizquierda           | LeU                       | Otros                     | Participación             |      |       |
| ---------------------------- | ------------------------- | ------------------------- | ------------------------- | ------------------------- | ------------------------- | ------------------------- | ---- | ----- |
| Demografía                   | Votos totales             | 37.0%                     | 32.7%                     | 22.9%                     | 3.4%                      | Participación             | 4.0% | 72.9% |
| Sexo                         |                           |                           |                           |                           |                           |                           |      |       |
| Masculino                    | 36.8%                     | 32.8%                     | 22.9%                     | 3.5%                      | 4.0%                      | 72.5%                     |      |       |
| Femenino                     | 37.1%                     | 32.9%                     | 22.9%                     | 2.7%                      | 3.7%                      | 68.3%                     |      |       |
| Años                         |                           |                           |                           |                           |                           |                           |      |       |
| 18–34 años                   | 34.4%                     | 35.3%                     | 21.5%                     | 5.0%                      | 3.8%                      | 70.1%                     |      |       |
| 35–49 años                   | 37.4%                     | 35.4%                     | 20.3%                     | 2.7%                      | 4.2%                      | 72.2%                     |      |       |
| 50–64 años                   | 38.3%                     | 34.0%                     | 20.1%                     | 3.2%                      | 4.4%                      | 72.4%                     |      |       |
| 65 años o más                | 36.9%                     | 27.1%                     | 30.1%                     | 3.0%                      | 2.9%                      | 66.3%                     |      |       |
| Ocupación                    |                           |                           |                           |                           |                           |                           |      |       |
| Estudiante                   | 29.9%                     | 32.3%                     | 24.4%                     | 8.2%                      | 5.2%                      | 66.8%                     |      |       |
| Desempleado                  | 41.8%                     | 37.2%                     | 15.1%                     | 0.6%                      | 5.3%                      | 63.7%                     |      |       |
| Ama de casa                  | 41.1%                     | 36.1%                     | 17.4%                     | 1.8%                      | 3.6%                      | 65.9%                     |      |       |
| Trabajador de cuello azul    | 42.6%                     | 37.0%                     | 14.1%                     | 1.3%                      | 5.0%                      | 72.0%                     |      |       |
| Trabajador de cuello blanco  | 29.4%                     | 36.1%                     | 25.4%                     | 5.6%                      | 3.5%                      | 75.6%                     |      |       |
| Trabajador por cuenta propia | 46.9%                     | 31.8%                     | 15.1%                     | 2.3%                      | 3.9%                      | 73.3%                     |      |       |
| Gerente                      | 31.8%                     | 31.2%                     | 29.5%                     | 3.3%                      | 4.2%                      | 77.9%                     |      |       |
| Retirado                     | 36.6%                     | 26.4%                     | 30.5%                     | 3.7%                      | 2.8%                      | 68.8%                     |      |       |
| Sector de trabajo            |                           |                           |                           |                           |                           |                           |      |       |
| Sector público               | 29.7%                     | 41.6%                     | 24.0%                     | 1.7%                      | 3.9%                      | 71.8%                     |      |       |
| Sector privado               | 35.6%                     | 34.0%                     | 22.0%                     | 4.3%                      | 4.1%                      | 72.7%                     |      |       |
| Educación                    |                           |                           |                           |                           |                           |                           |      |       |
| Escuela primaria             | 36.1%                     | 30.0%                     | 28.5%                     | 2.3%                      | 3.1%                      | 64.9%                     |      |       |
| Escuela intermedia           | 42.7%                     | 33.3%                     | 18.4%                     | 2.2%                      | 3.4%                      | 70.5%                     |      |       |
| Escuela secundaria           | 34.9%                     | 36.1%                     | 20.3%                     | 4.7%                      | 4.0%                      | 74.1%                     |      |       |
| Universidad                  | 28.8%                     | 29.3%                     | 31.4%                     | 5.5%                      | 5.0%                      | 72.0%                     |      |       |
| Asistencia religiosa         |                           |                           |                           |                           |                           |                           |      |       |
| Semanalmente o más           | 38.2%                     | 30.9%                     | 26.0%                     | 2.2%                      | 2.7%                      | 68.9%                     |      |       |
| Mensualmente                 | 44.6%                     | 31.4%                     | 18.5%                     | 2.6%                      | 2.9%                      | 72.0%                     |      |       |
| Ocasionalmente               | 38.6%                     | 34.9%                     | 20.0%                     | 3.2%                      | 3.3%                      | 71.2%                     |      |       |
| Nunca                        | 30.8%                     | 33.7%                     | 24.8%                     | 5.2%                      | 5.5%                      | 69.9%                     |      |       |
|                              |                           |                           |                           |                           |                           |                           |      |       |
| Fuente: Ipsos Italia         |                           |                           |                           |                           |                           |                           |      |       |

## Formación del gobierno

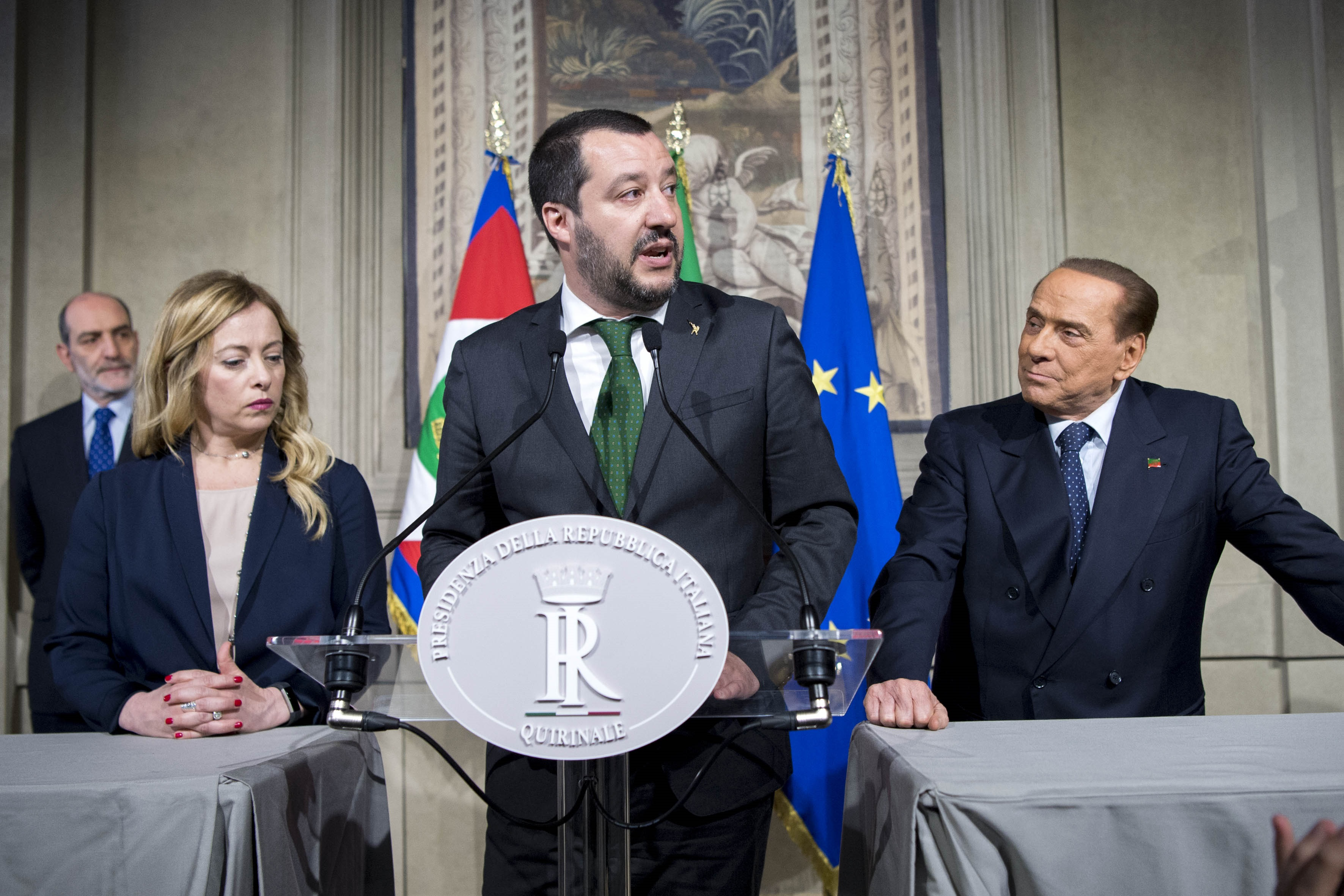
Giorgia Meloni, Matteo Salvini y Silvio Berlusconi en el Palacio del Quirinal

Después de conocerse los resultados de la elección, tanto Luigi Di Maio como Matteo Salvini declararon que deben recibir del presidente Sergio Mattarella la tarea de formar un nuevo gobierno, porque lideraron, respectivamente, el partido más grande y la coalición más grande. El 5 de marzo, Matteo Renzi anunció que el Partido Democrático estaría en la oposición durante esta legislatura y que renunciaría como líder del partido cuando se forme un nuevo gobierno. El 6 de marzo, Matteo Salvini reiteró el mensaje durante la campaña electoral al rechazar una coalición con el M5S. El 14 de marzo, Salvini, no obstante, se ofreció a gobernar con el M5S, imponiendo la condición de que el aliado de la Liga, Forza Italia, liderado por el ex primer ministro Silvio Berlusconi, también deba participar en cualquier coalición. Di Maio rechazó esta propuesta con el argumento de que Salvini estaba "eligiendo la restauración en vez de la revolución" porque "Berlusconi representa el pasado".
El 24 de marzo, la coalición de centroderecha y el Movimiento 5 Estrellas acordaron la elección de los presidentes del Parlamento, Roberto Fico del M5S para la Cámara y María Elisabetta Alberti Casellati de FI para el Senado.
El 7 de abril, Di Maio hizo un llamamiento al PD para "enterrar el hacha de guerra" y considerar una coalición gobernante con su partido.
El 18 de abril, el presidente Mattarella le dio a la recientemente electa presidente del Senado, Alberti Casellati, el llamado "mandato exploratorio" para formar un gobierno de M5S y la alianza de centroderecha, con un plazo de dos días.
El 23 de abril, el presidente Mattarella le dio al presidente de la Cámara de Diputados, Fico, un "mandato exploratorio" para formar un gobierno entre M5S y el Partido Democrático, con un plazo de tres días. La decisión se tomó después de que el intento anterior de Alberti Casellati no mostrara ningún progreso.
El 30 de abril, después de una entrevista con el anterior líder del PD Matteo Renzi, quien expresó su fuerte oposición a una alianza con el M5S, Di Maio llamó para convocar a nuevas elecciones.
El 7 de mayo, el presidente Mattarella celebró una tercera ronda de conversaciones de formación del gobierno, después de lo cual confirmó formalmente la falta de una posible mayoría (M5S rechaza una alianza con toda la coalición de centroderecha, PD rechaza una alianza con M5S y la coalición de centroderecha, y Matteo Salvini de la Liga se niega a comenzar un gobierno con M5S pero sin el partido Forza Italia de Berlusconi, cuya presencia en el gobierno fue explícitamente vetado por el líder de M5S Luigi Di Maio); en la misma circunstancia, anunció su intención de designar pronto un "gobierno neutral" (independientemente de M5S y la negativa de la Liga a apoyar tal opción) para sustituir al Gobierno Gentiloni, que se consideró incapaz de llevar a Italia a una segunda elección consecutiva como representaba una mayoría de una legislatura pasada y ofrecía una elección anticipada en julio como una opción realista para tener en cuenta debido a la situación de punto muerto.

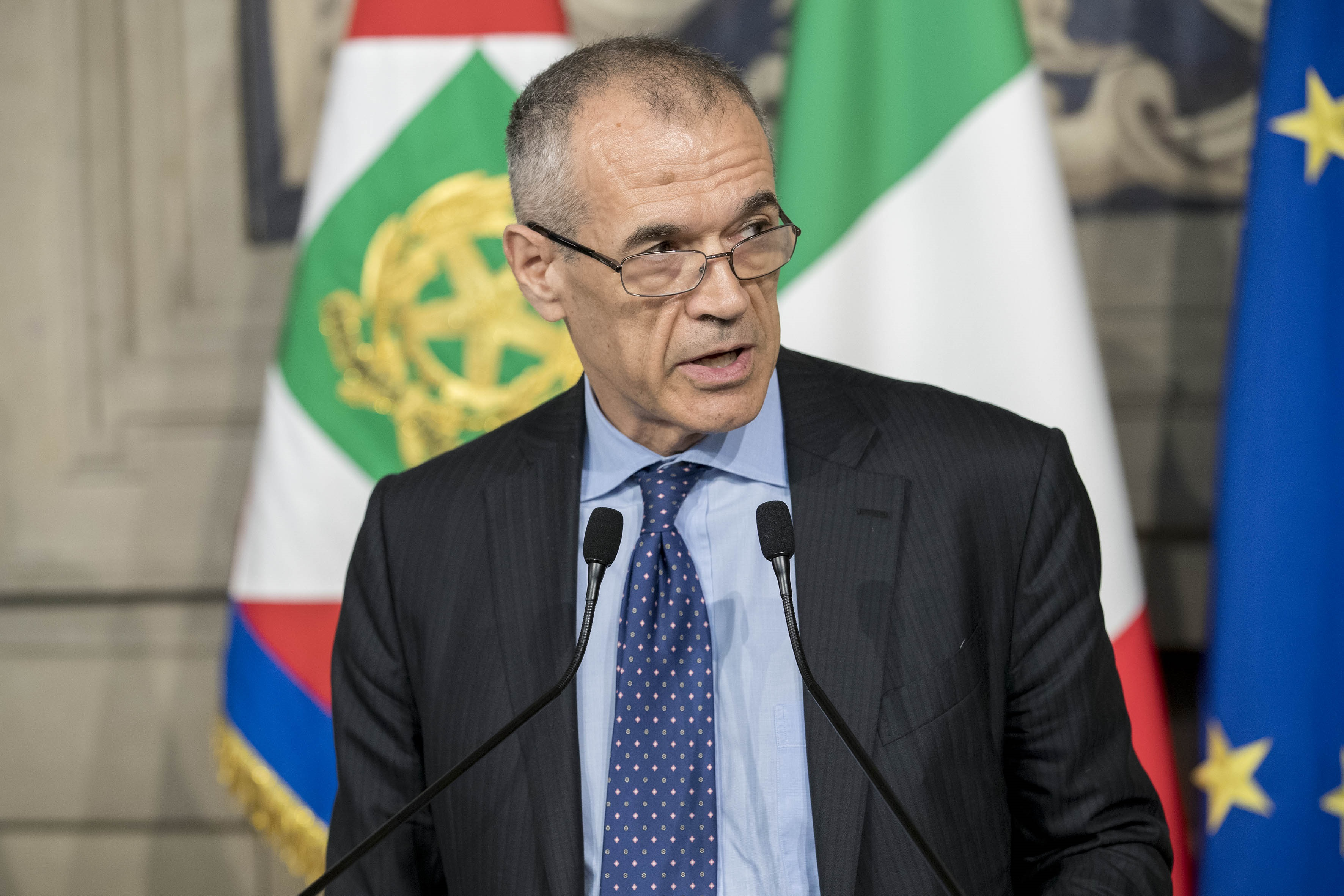
Carlo Cottarelli en el Palacio del Quirinal

El 9 de mayo, después de un día de rumores, tanto M5S como la Liga solicitaron oficialmente al presidente Mattarella que les diera 24 horas más para firmar un acuerdo gubernamental entre los dos partidos. Más tarde, ese mismo día, por la noche, Silvio Berlusconi anunció públicamente que Forza Italia no apoyaría a un gobierno M5S-Liga en un voto de confianza, pero de todos modos mantendría la alianza de centroderecha, abriendo así las puertas a un posible gobierno mayoritario. entre los dos partidos.
El 13 de mayo, el Movimiento 5 Estrellas y la Liga llegaron a un acuerdo sobre un programa gubernamental que probablemente despeje el camino para la formación de una coalición de gobiermo entre los dos partidos, pero aún negocian a los miembros de un gabinete gubernamental, incluido el primer ministro. 5 Estrellas y la Liga tienen previsto reunirse con el presidente italiano Sergio Mattarella el 14 de mayo para guiar la formación de un nuevo gobierno.
El 17 de mayo, el Movimiento 5 Estrellas y la Liga acordaron los detalles sobre su programa del gobierno, despejando oficialmente el camino para la formación de una coalición gobernante entre los dos partidos. El borrador final de su programa se publicó el 18 de mayo.
El 18 de mayo, 44 796 miembros del Movimiento 5 Estrellas emitieron su voto en línea sobre el asunto relativo al acuerdo gubernamental, con 42 274, más del 94%, votando a favor. Una segunda votación patrocinada por la Liga tuvo lugar el 19 de mayo y el 20 de mayo y estuvo abierta al público en general. El 20 de mayo, se anunció que aproximadamente 215 000 ciudadanos italianos habían participado en la elección de la Liga, con alrededor del 91 por ciento apoyando el acuerdo del gobierno.
El 21 de mayo, el Movimiento 5 Estrellas y la Liga propusieron al profesor de derecho Giuseppe Conte como primer ministro. El 23 de mayo, Conte fue invitado al Palacio del Quirinal para recibir la tarea de formar un nuevo gobierno y el presidente italiano Mattarella le otorgó un mandato.
Sin embargo, el 27 de mayo de 2018, el primer ministro designado Conte renunció a su cargo debido a los contrastes entre el líder de la Liga, Salvini, y el presidente Mattarella. De hecho, Salvini propuso al profesor universitario Paolo Savona como ministro de Economía y Finanzas, pero Mattarella se opuso firmemente a él, considerando que Savona también era euroescéptico y antialemán. En su discurso después de la renuncia de Conte, Mattarella declaró que los dos partidos querían sacar a Italia de la zona euro, y como garante de la Constitución italiana y del interés y la estabilidad del país, no podía permitirlo. Al día siguiente, Mattarella le dio a Carlo Cottarelli, un economista y antiguo director del FMI, la tarea de formar un nuevo gobierno.

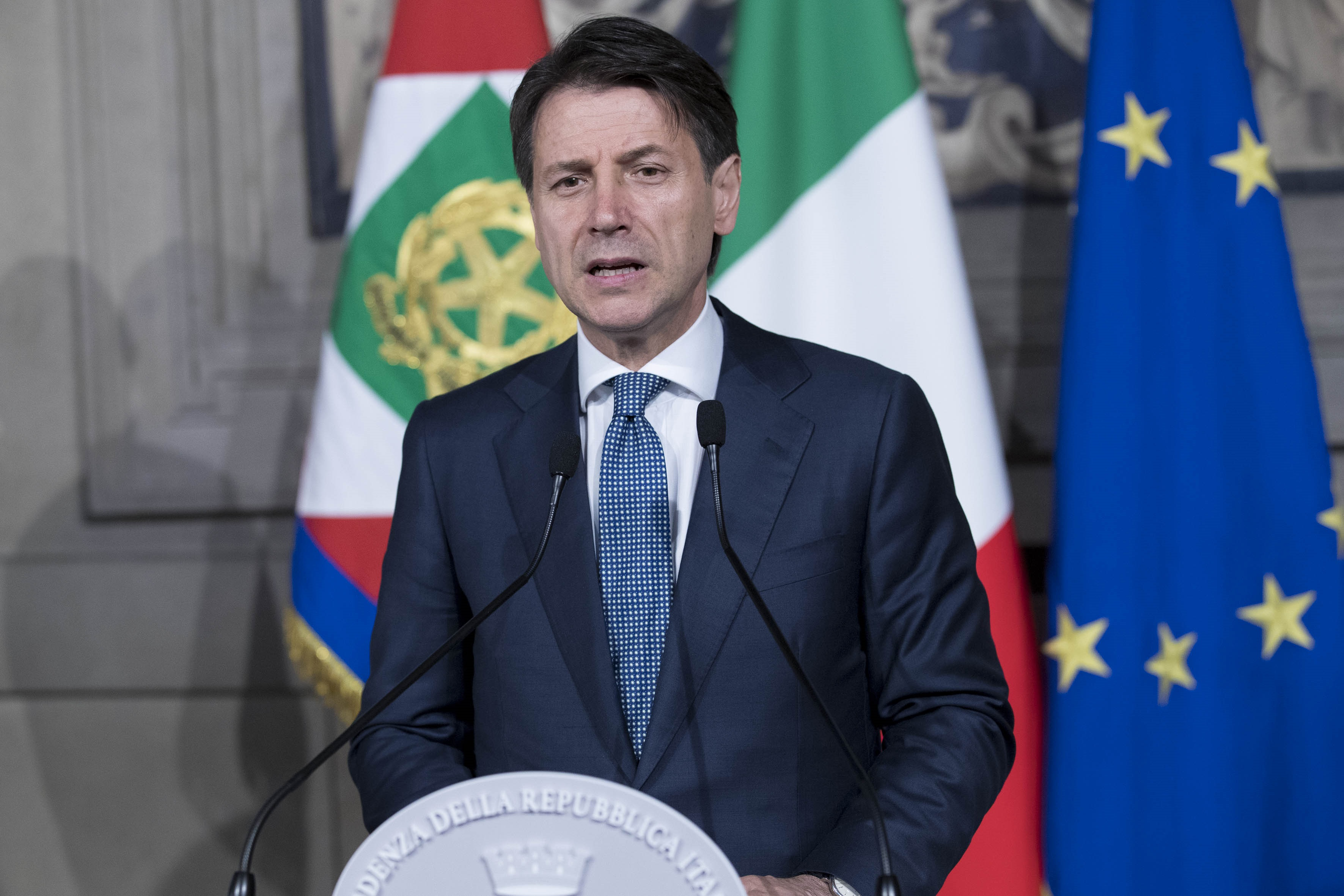
Giuseppe Conte en el Palacio del Quirinal

En la declaración publicada después de la designación, Cottarelli especificó que en caso de confianza por parte del Parlamento, contribuiría a la aprobación de la Ley de presupuesto para 2019, luego se disolvería el Parlamento y se convocaría una nueva elección general para el comienzo de 2019. En ausencia de confianza, el gobierno se ocuparía solo de los llamados asuntos de actualidad y conduciría al país hacia nuevas elecciones después de agosto de 2018. Cottarelli también garantizó la neutralidad del gobierno y el compromiso de no postularse para las próximas elecciones. Aseguró una gestión prudente de la deuda nacional italiana y la defensa de los intereses nacionales a través de un diálogo constructivo con la Unión Europea.
El 28 de mayo de 2018, el Partido Democrático anunció que votarán la confianza a Cottarelli, mientras que el Movimiento 5 Estrellas y los partidos de centroderecha Forza Italia, Hermanos de Italia y la Liga anunciaron su voto en contra. Se esperaba que Cottarelli presentara su lista de ministros para su aprobación al presidente Mattarella el 29 de mayo. Sin embargo, el 29 de mayo y el 30 de mayo solo mantuvo consultas informales con el presidente. Según los medios italianos, enfrenta dificultades debido a la falta de voluntad de varios candidatos potenciales para servir como ministros en su gobierno y hasta puede renunciar. Mientras tanto, Matteo Salvini y Luigi Di Maio anunciaron su voluntad de reiniciar las negociaciones para formar un gobierno político, y la líder de los Hermanos de Italia, Giorgia Meloni, apoyó la iniciativa. El gobierno se formó al día siguiente.